# Parque de escultura Odette
El parque de escultura Odette es un espacio abierto donde se exhiben esculturas. Está situado en Windsor, Ontario, Canadá. Este sitio cultural está conformado por más de 30 esculturas contemporáneas de artistas reconocidos como Elisabeth Frink.
El parque está situado a orillas del río Detroit y es parte del Ambassador and Centennial Parks, entre el Puente Ambassador (Huron Church Road) y la Galería de Arte de Windsor. El parque se extiende hasta el Puente Ambassador.
Ha sido financiado por Odette Louis y la Fundación P & L Odette, en su momento Louis fue un personaje que sirvió de apoyo para una gran multitud de artistas y fue impulsor para la creación de parques y jardines. El parque es mantenido por los parques de la ciudad y el Departamento de Recreación.

## Lista de esculturas expuestas

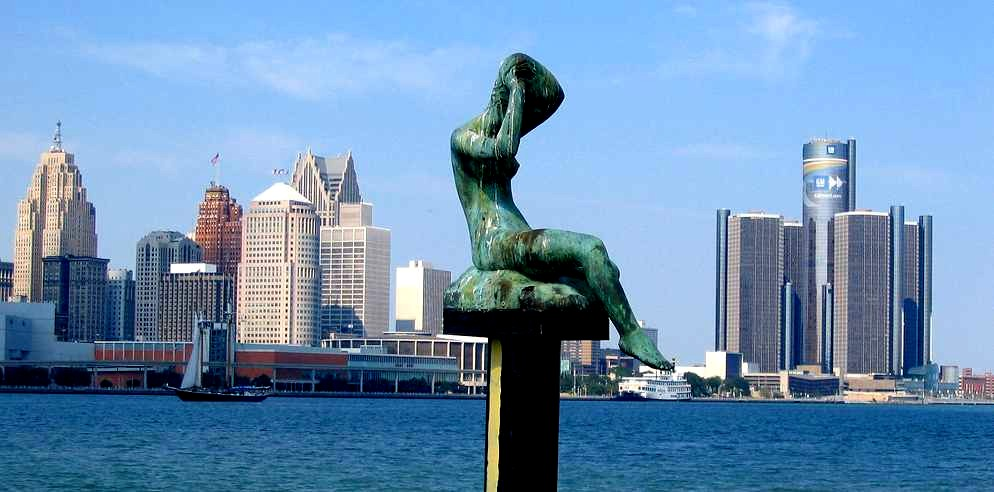
Anne, Leo Mol
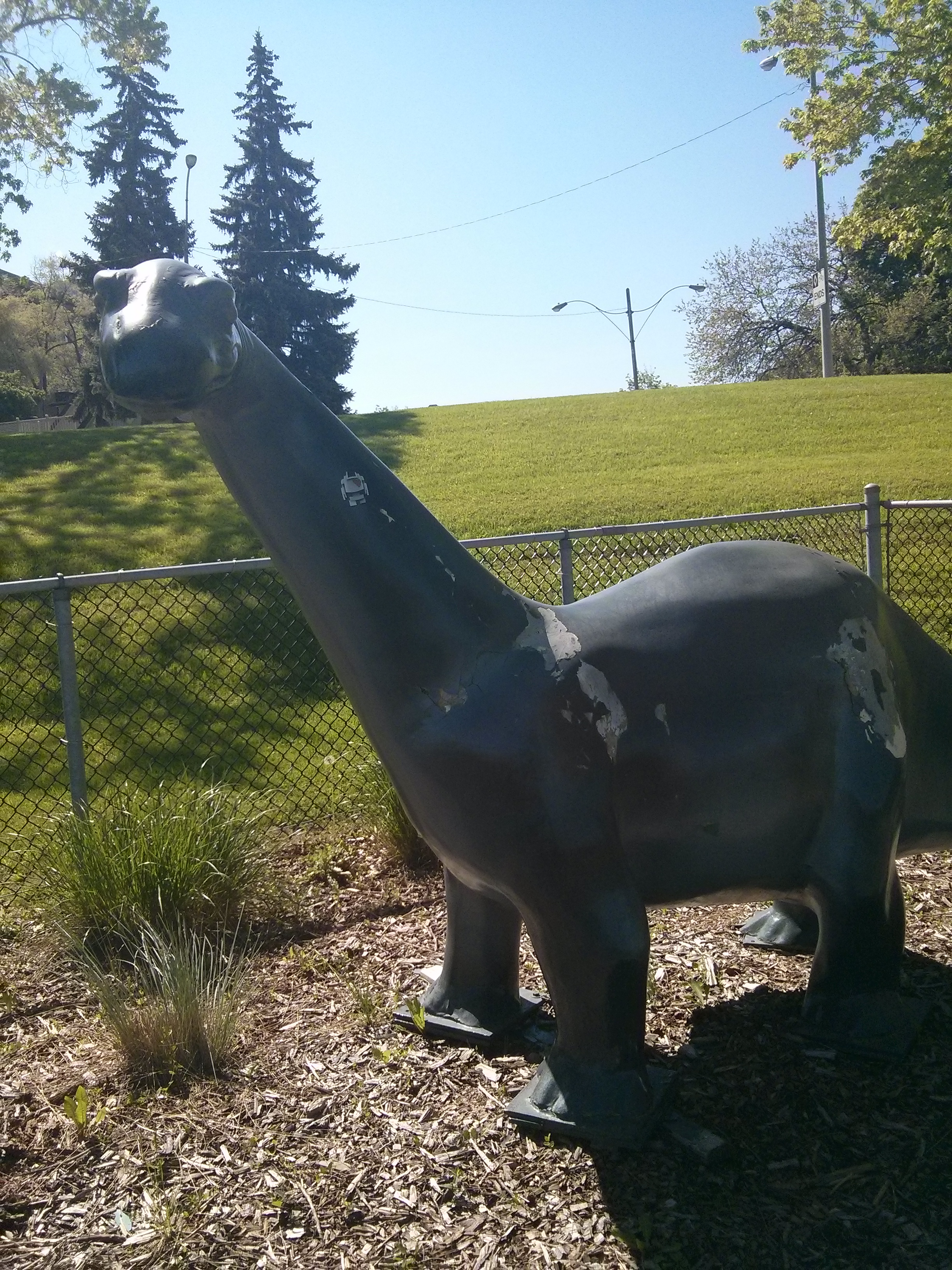
Apatosaurus
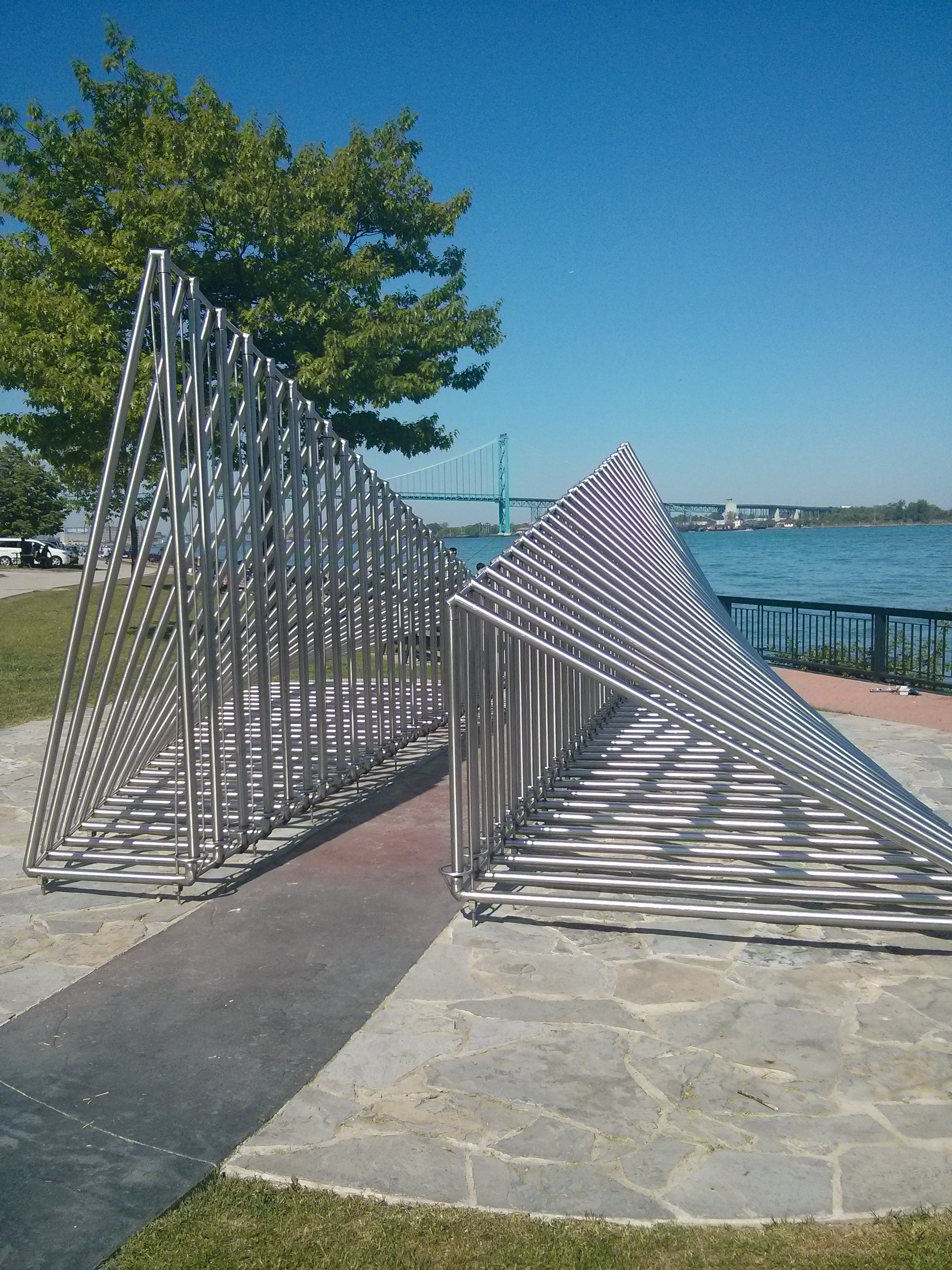
Audio Corridor, Ian Lazarus
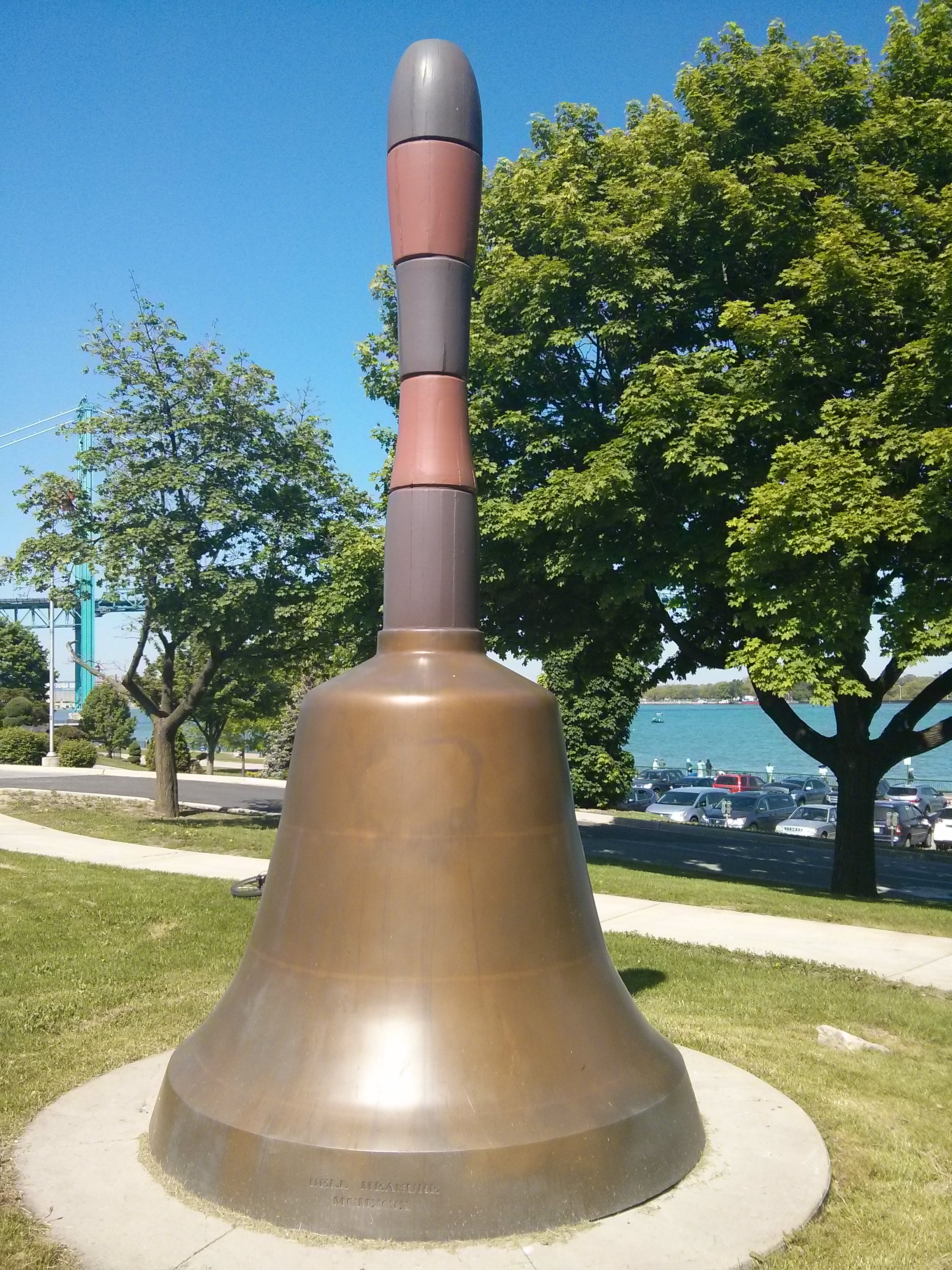
Bell Measure, Stephen Cruise
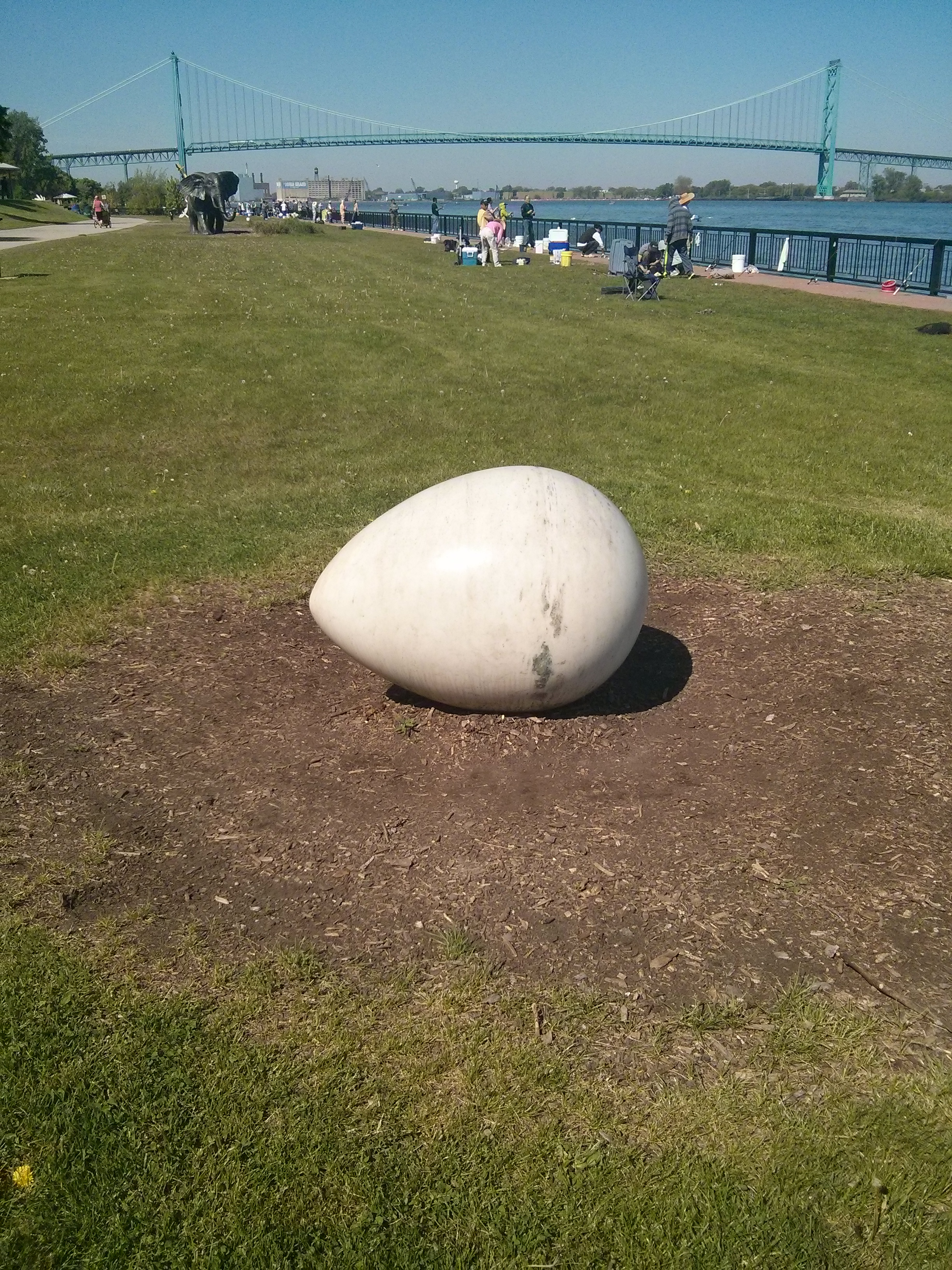
Chicken and Egg, Morton Katz
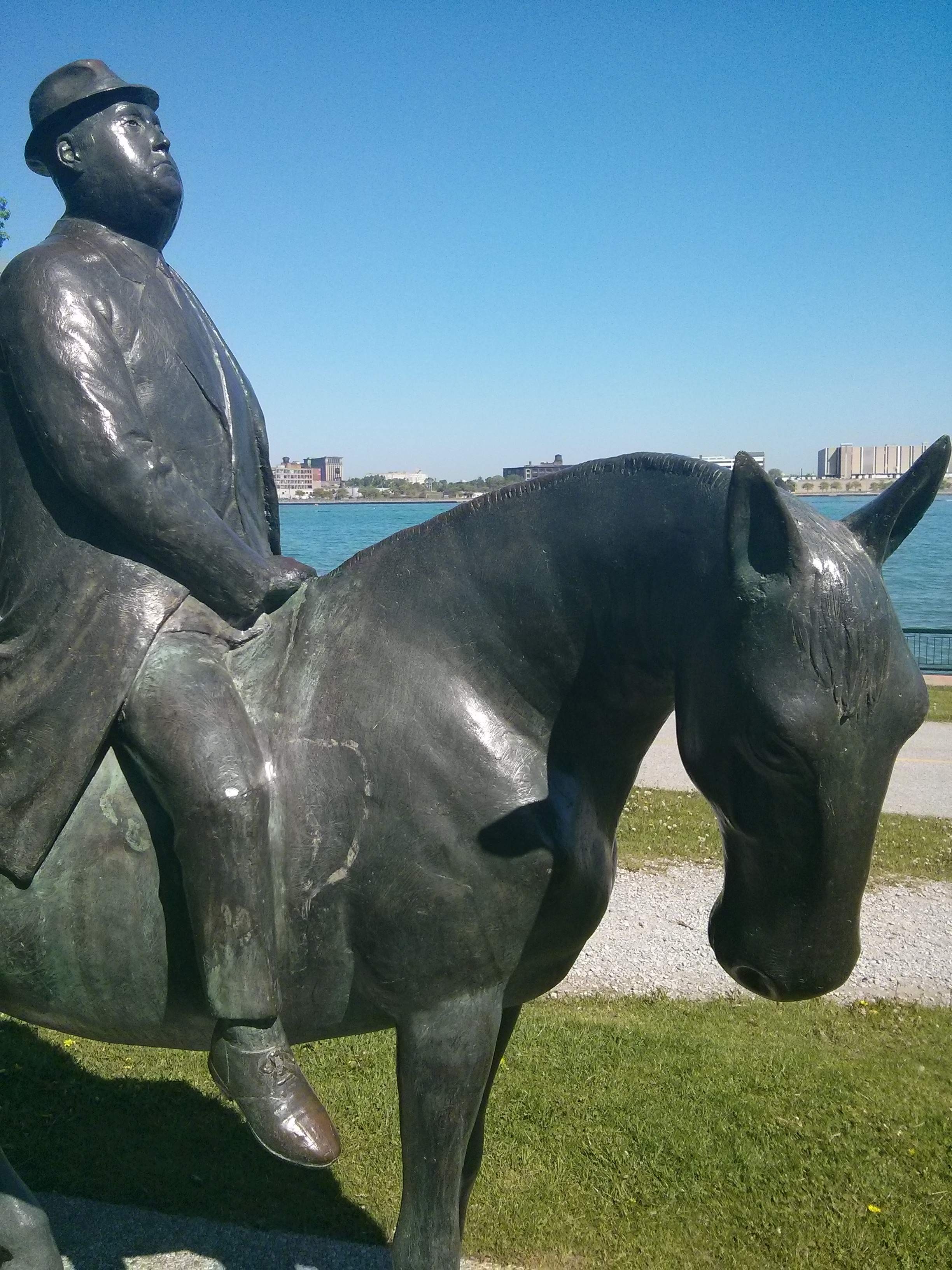
Business Man on a Horse, William McElcheran
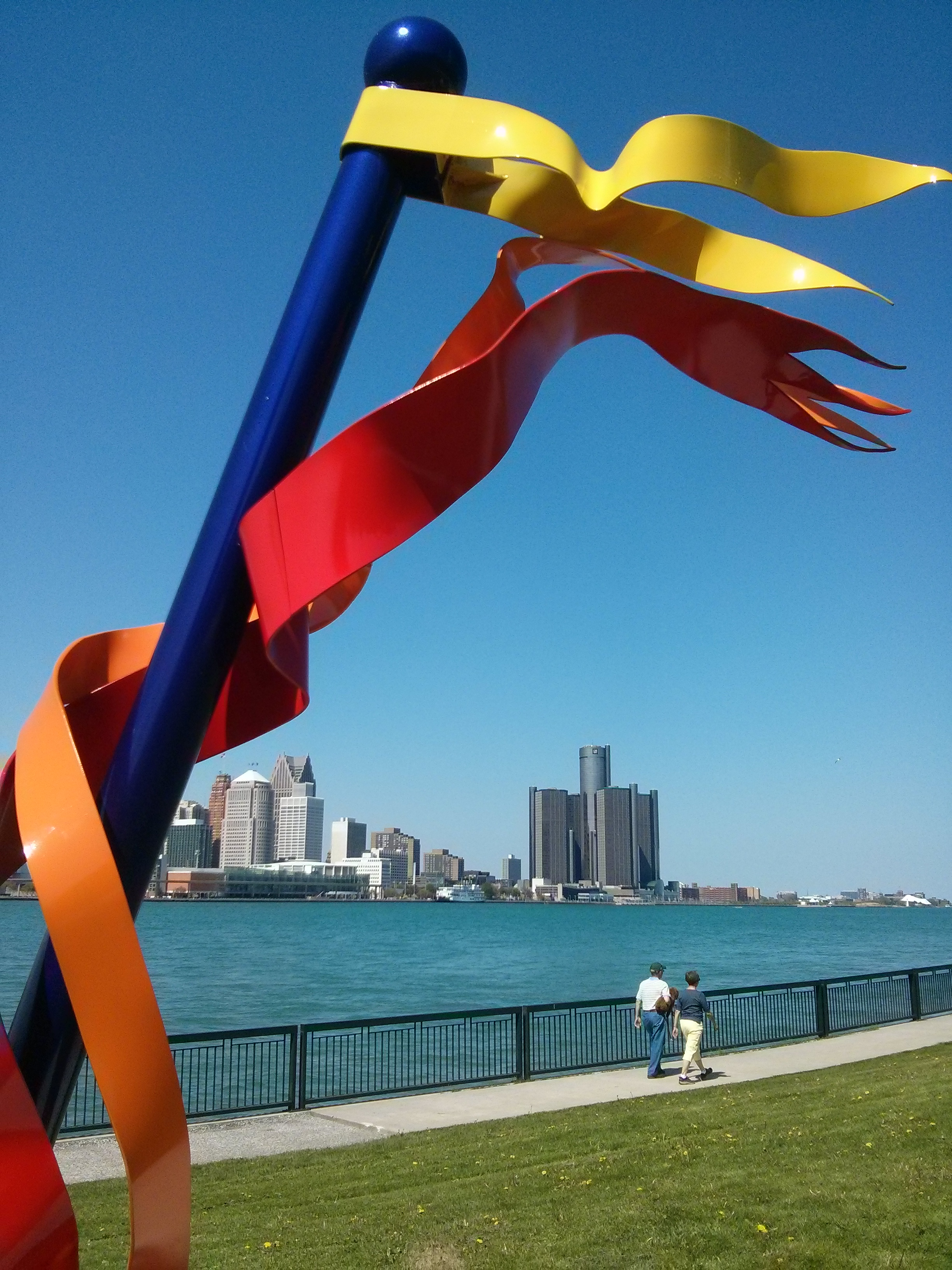
Claim Post, Scott McKay
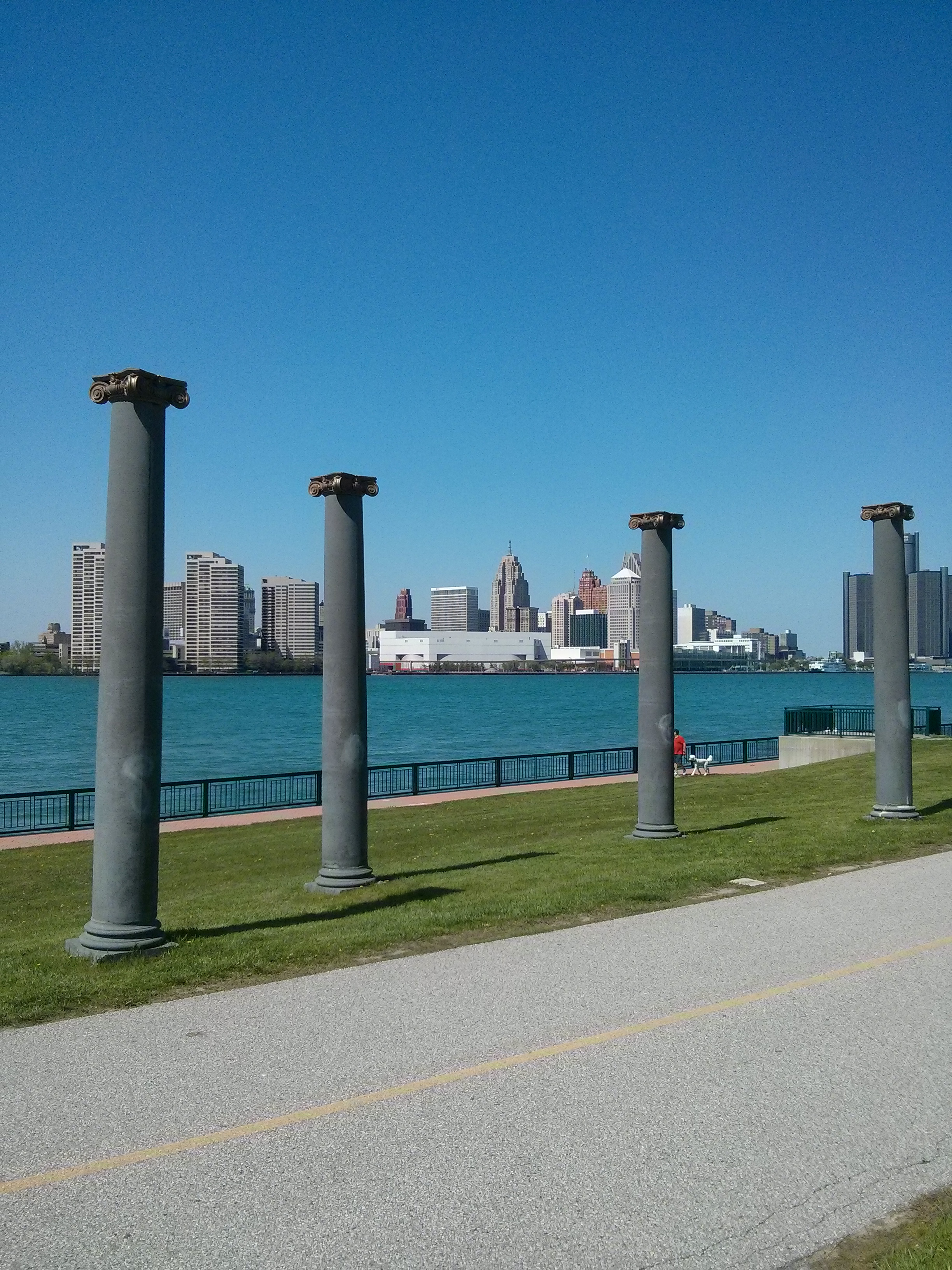
The Columns, Ronald Zerafa
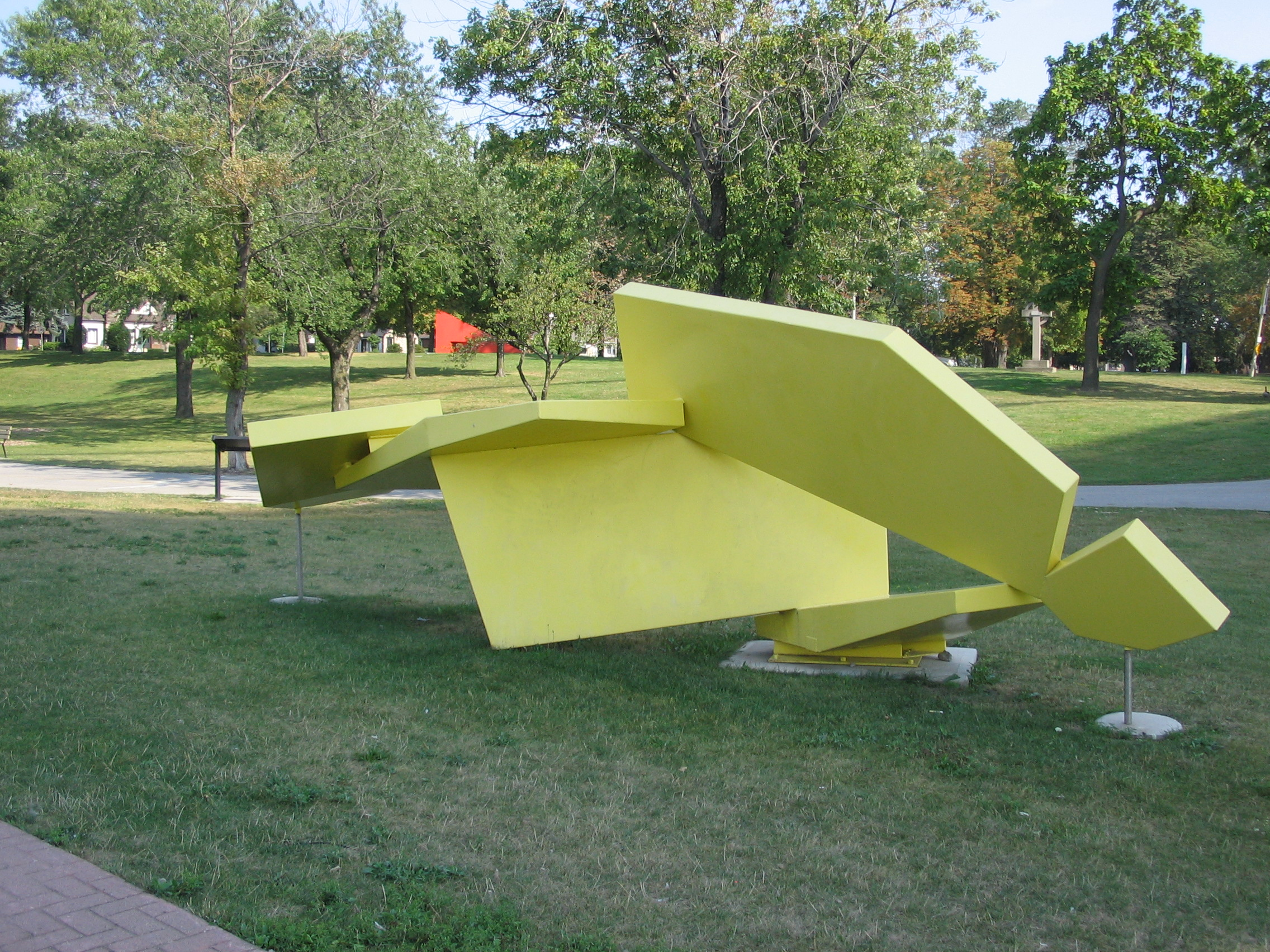
Composition with Five Elements, Haydn Llewellyn Davies
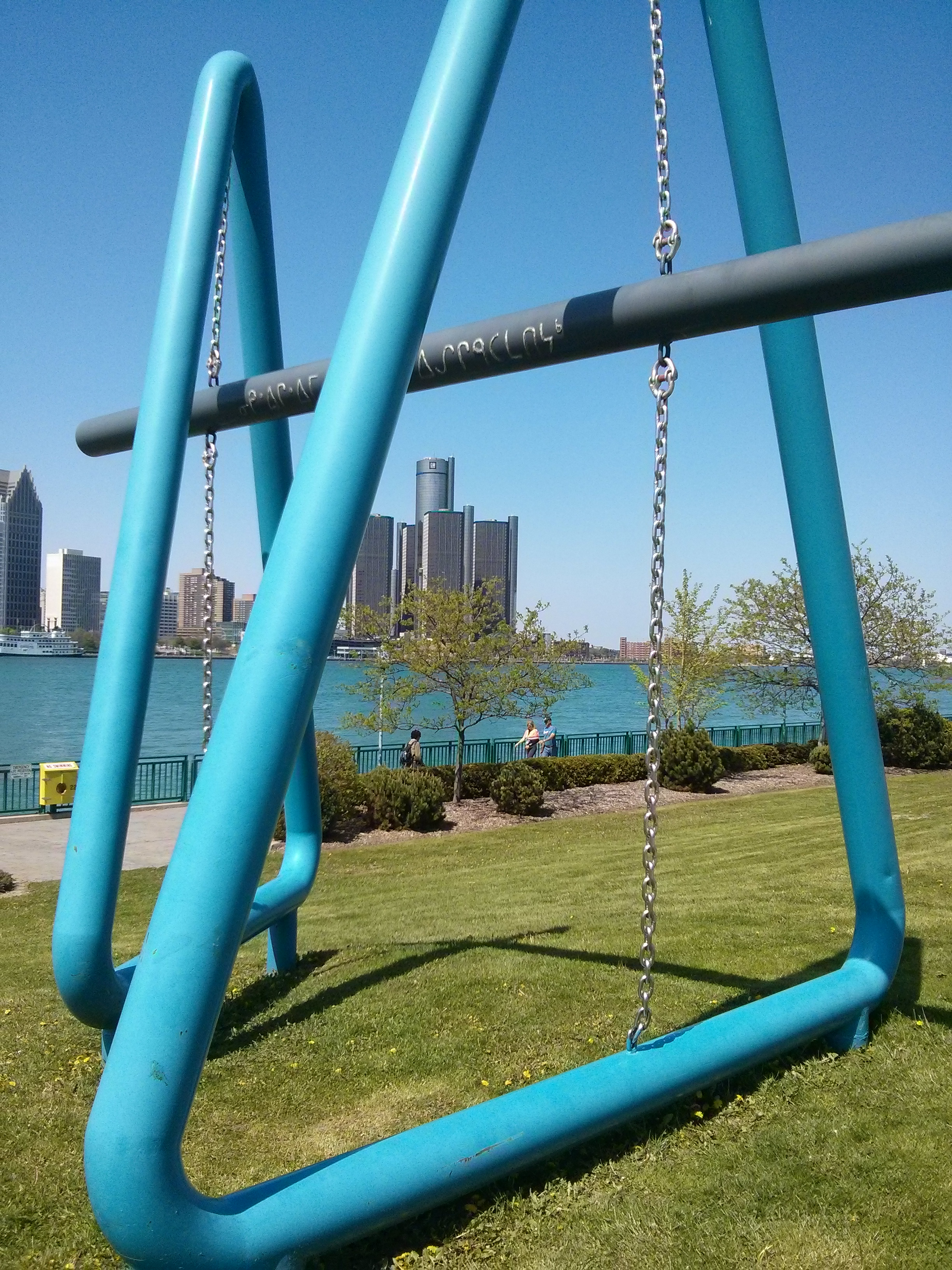
Consophia, Ian Lazarus
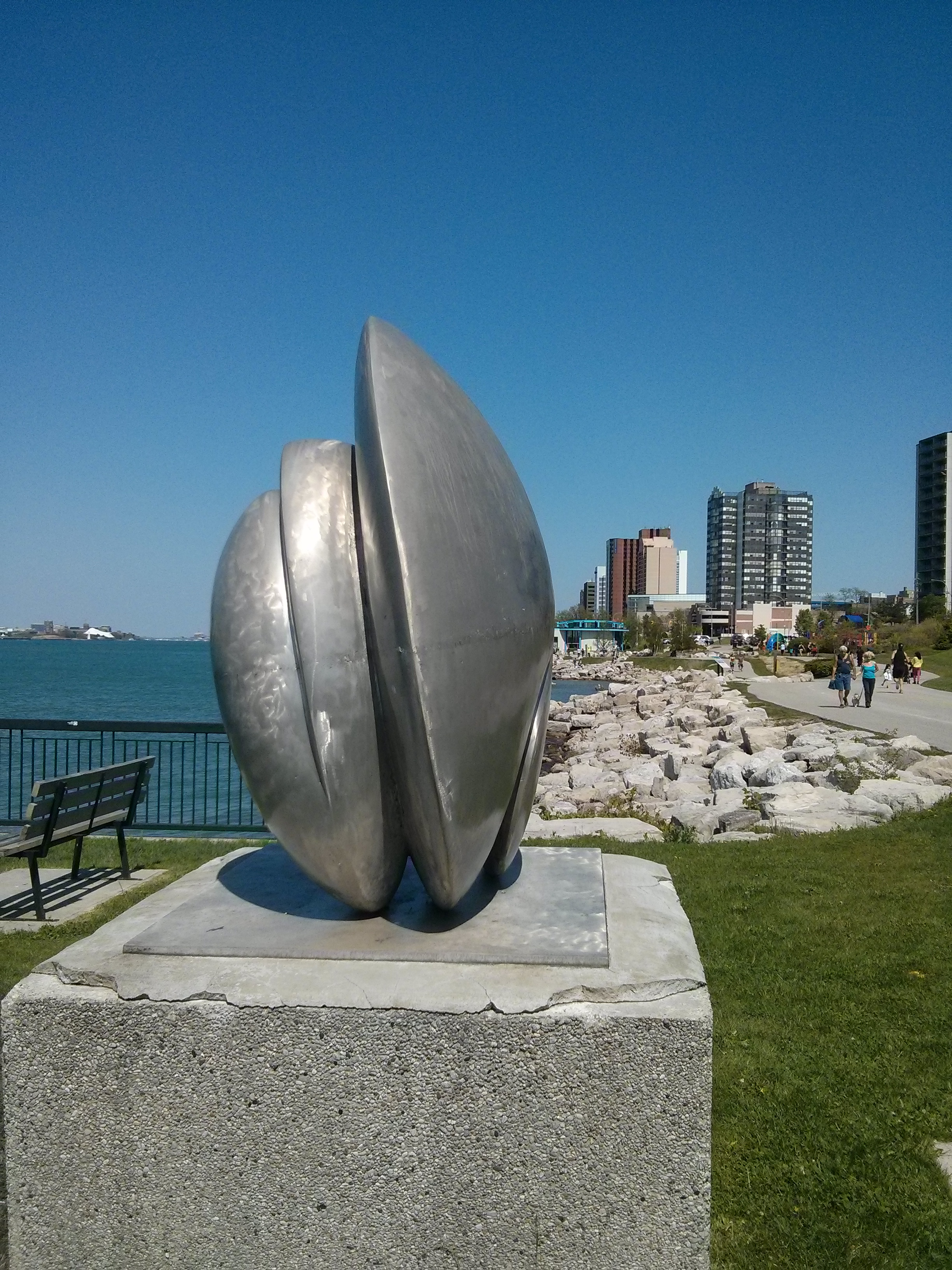
Cordella, Maryon Kantaroff
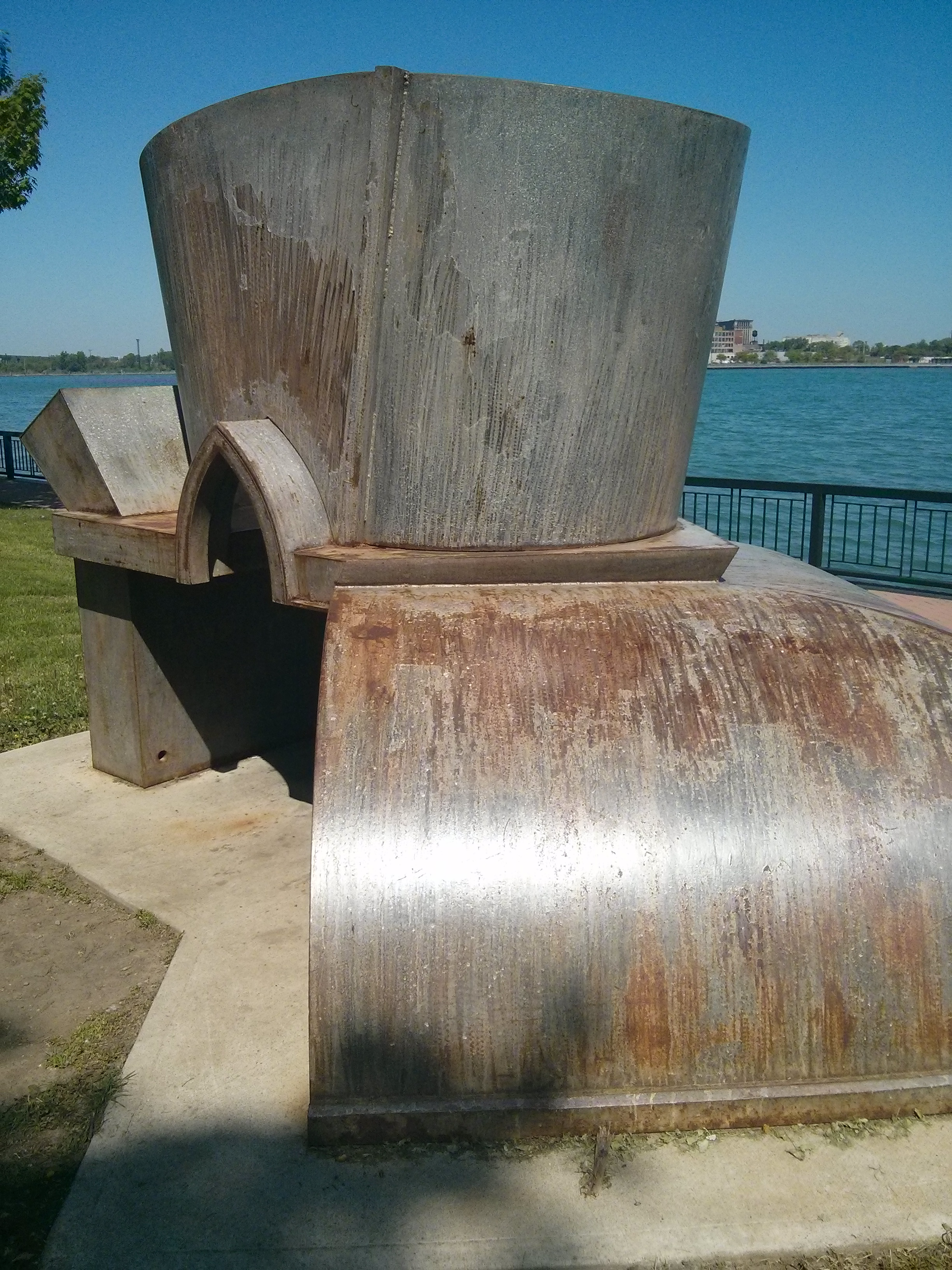
Ground to Ask the Sky, Royden Mills
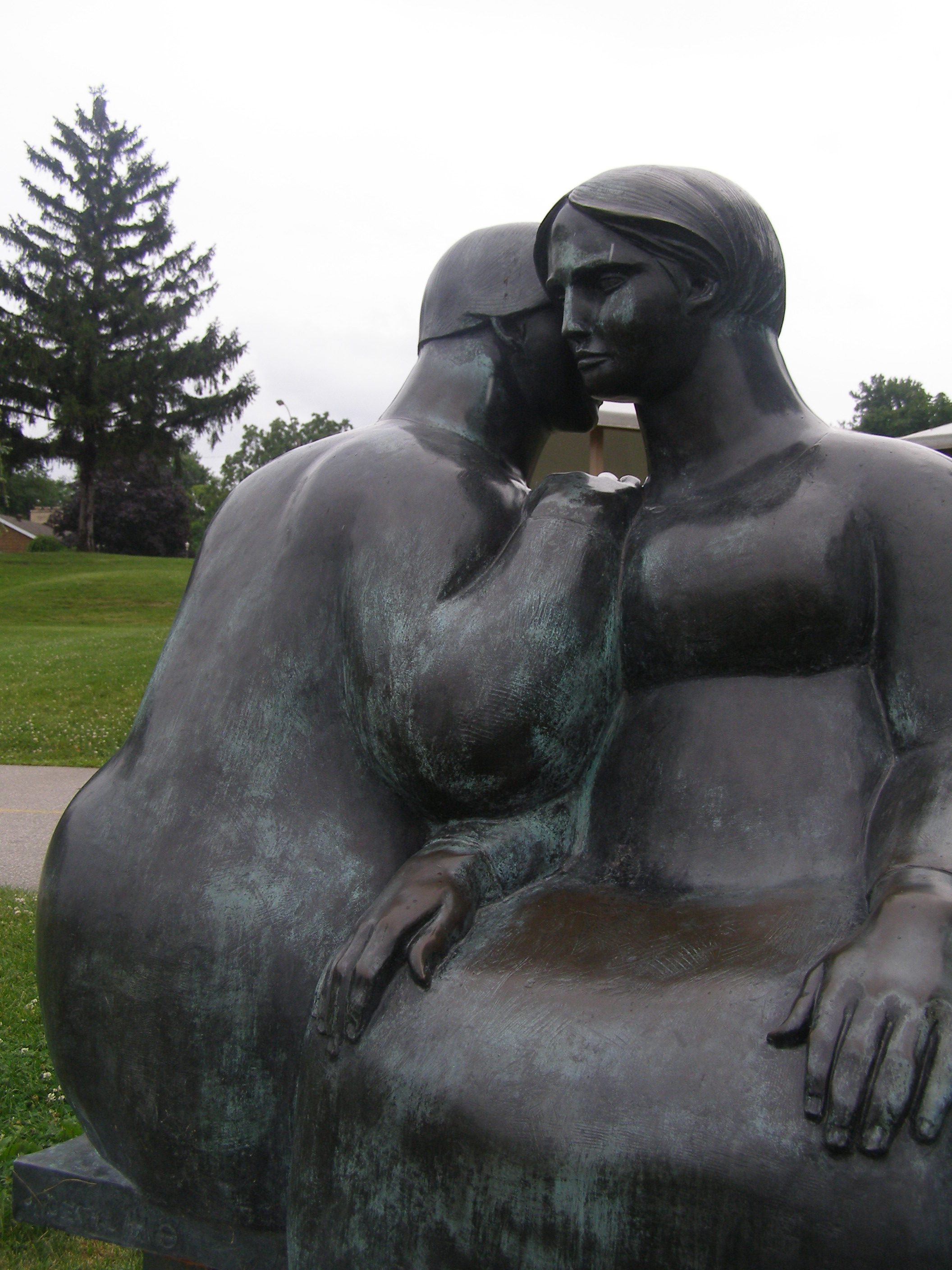
Consolation, Joe Rosenthal
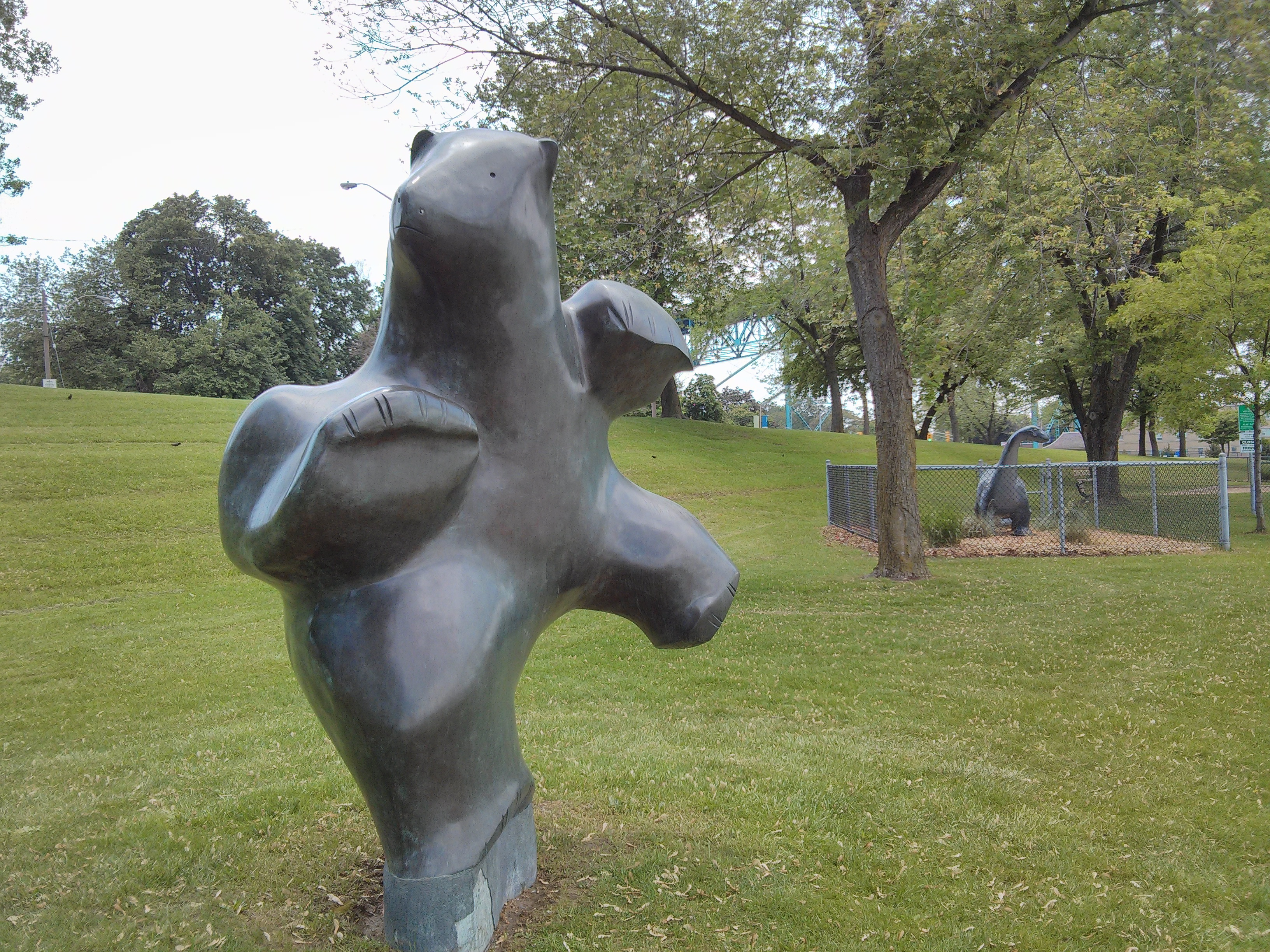
Dancing Bear, Pauta Saila
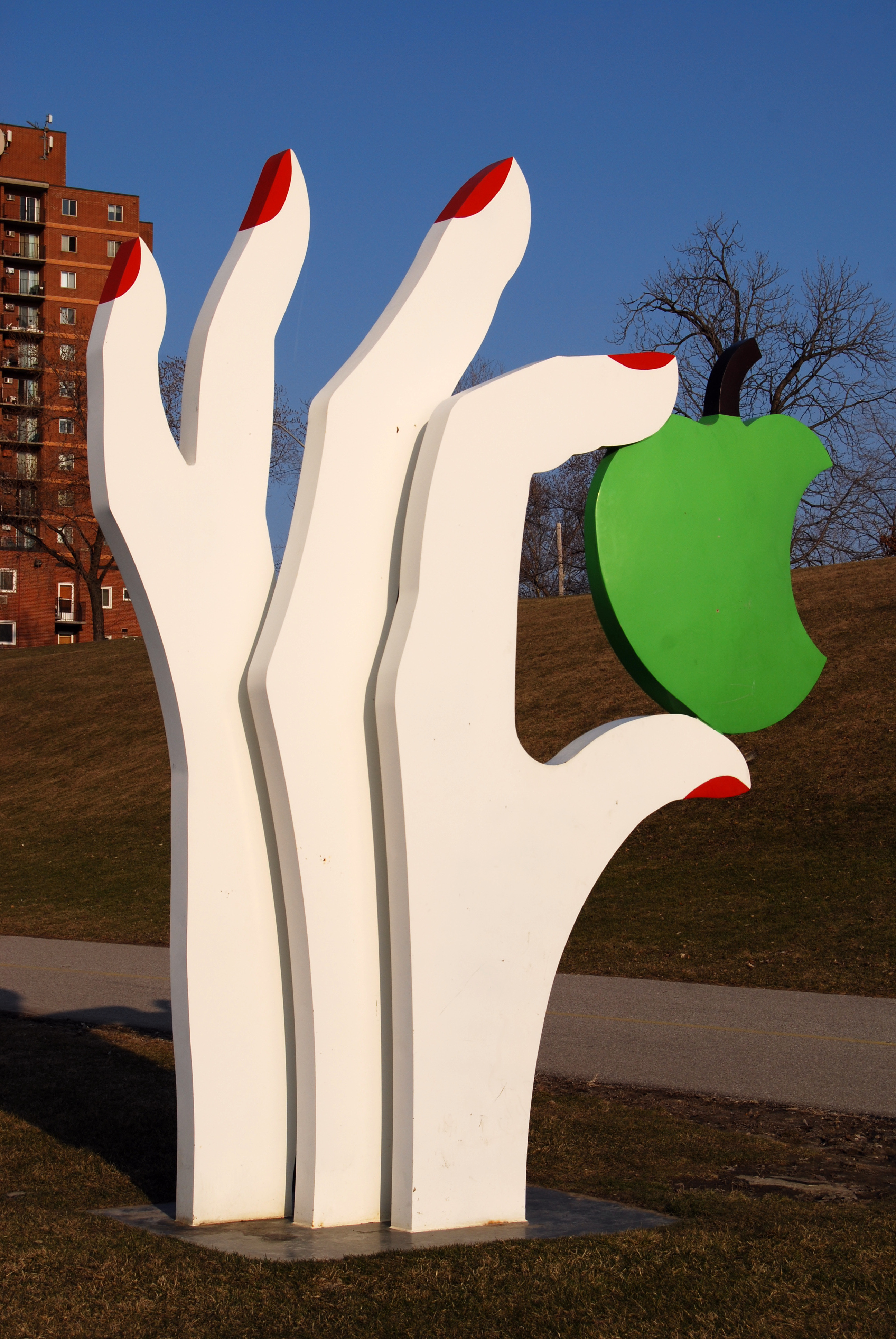
Eve's Apple, Edwina Sandys
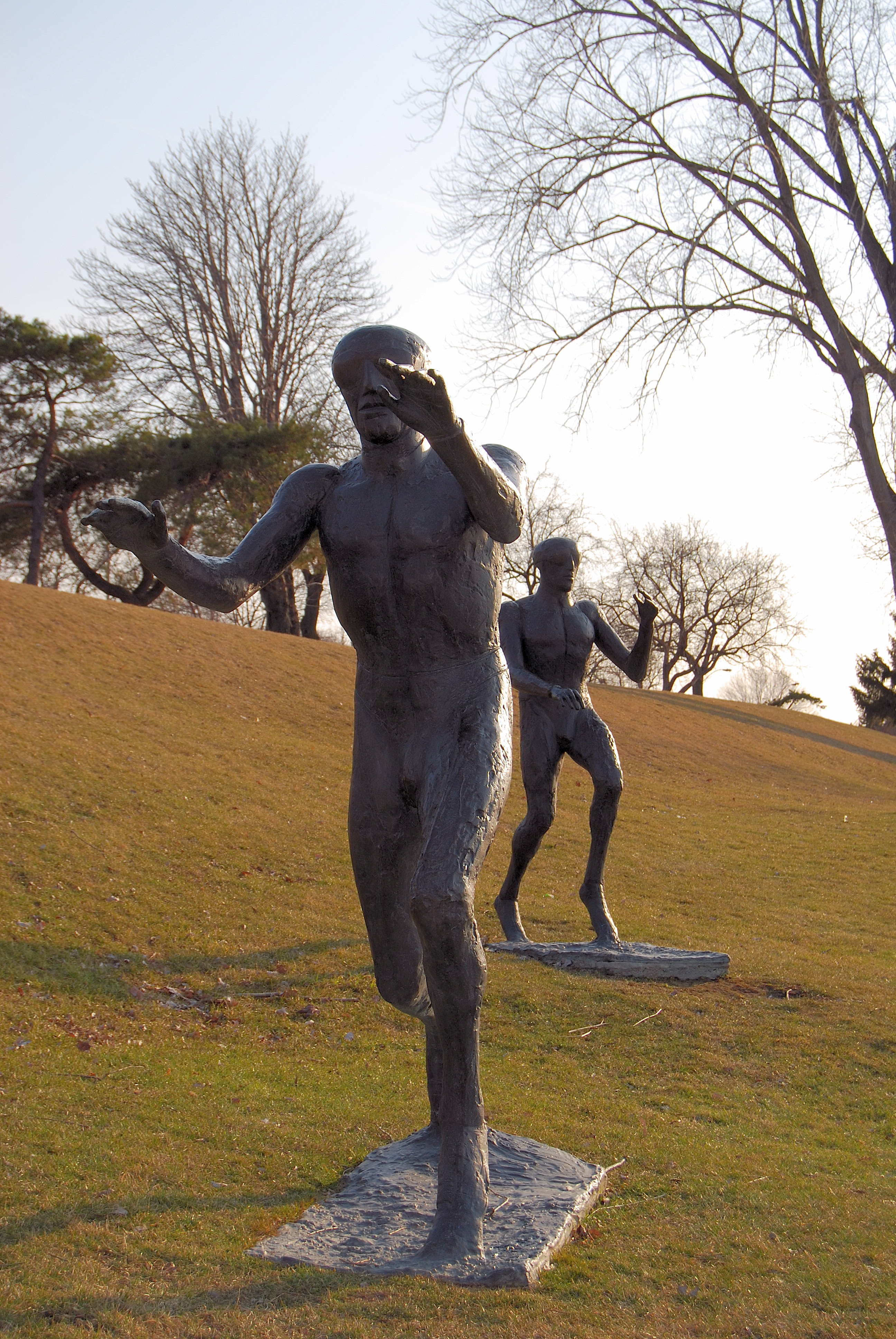
Flying Men, Elisabeth Frink
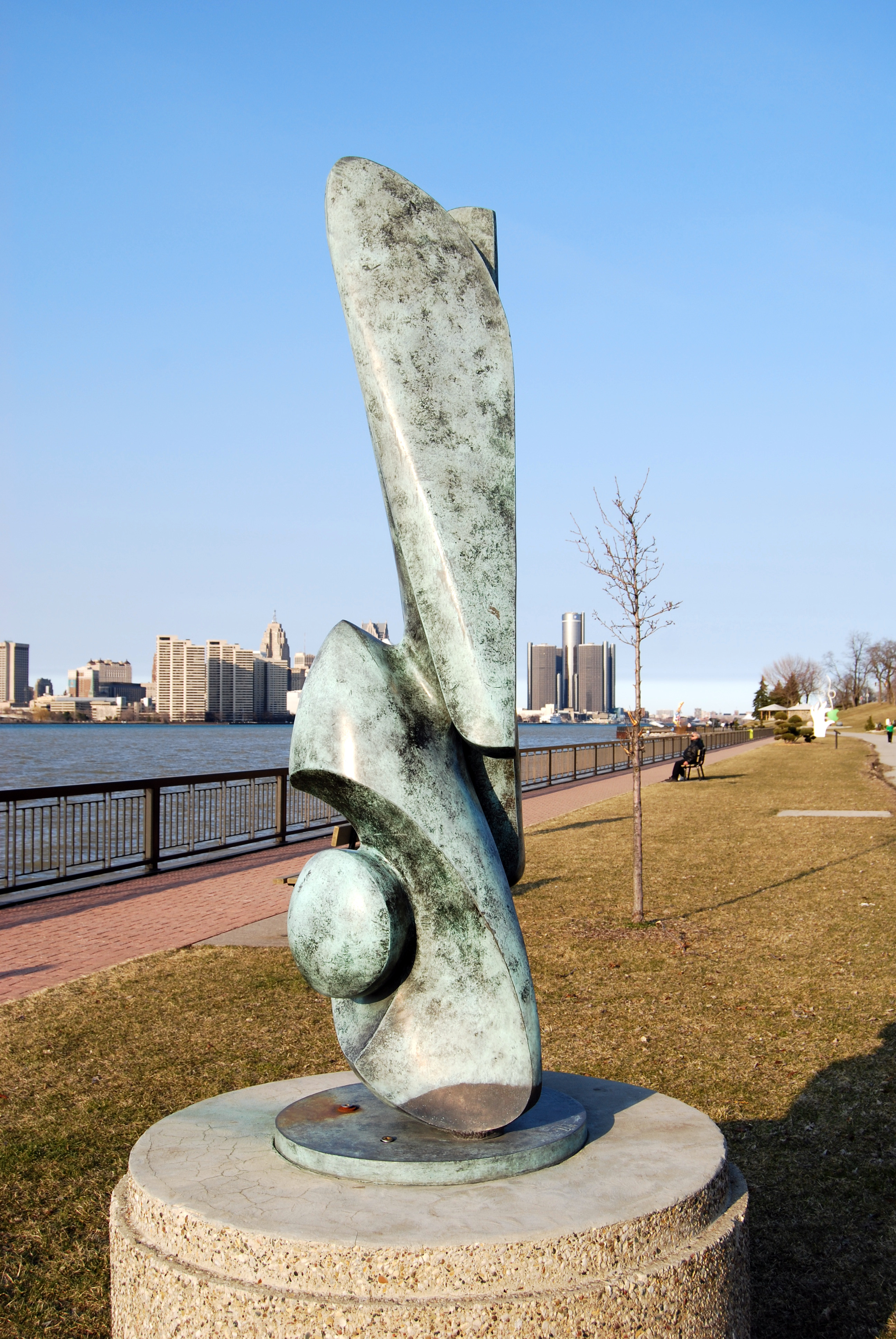
The Garden, Maryon Kantaroff
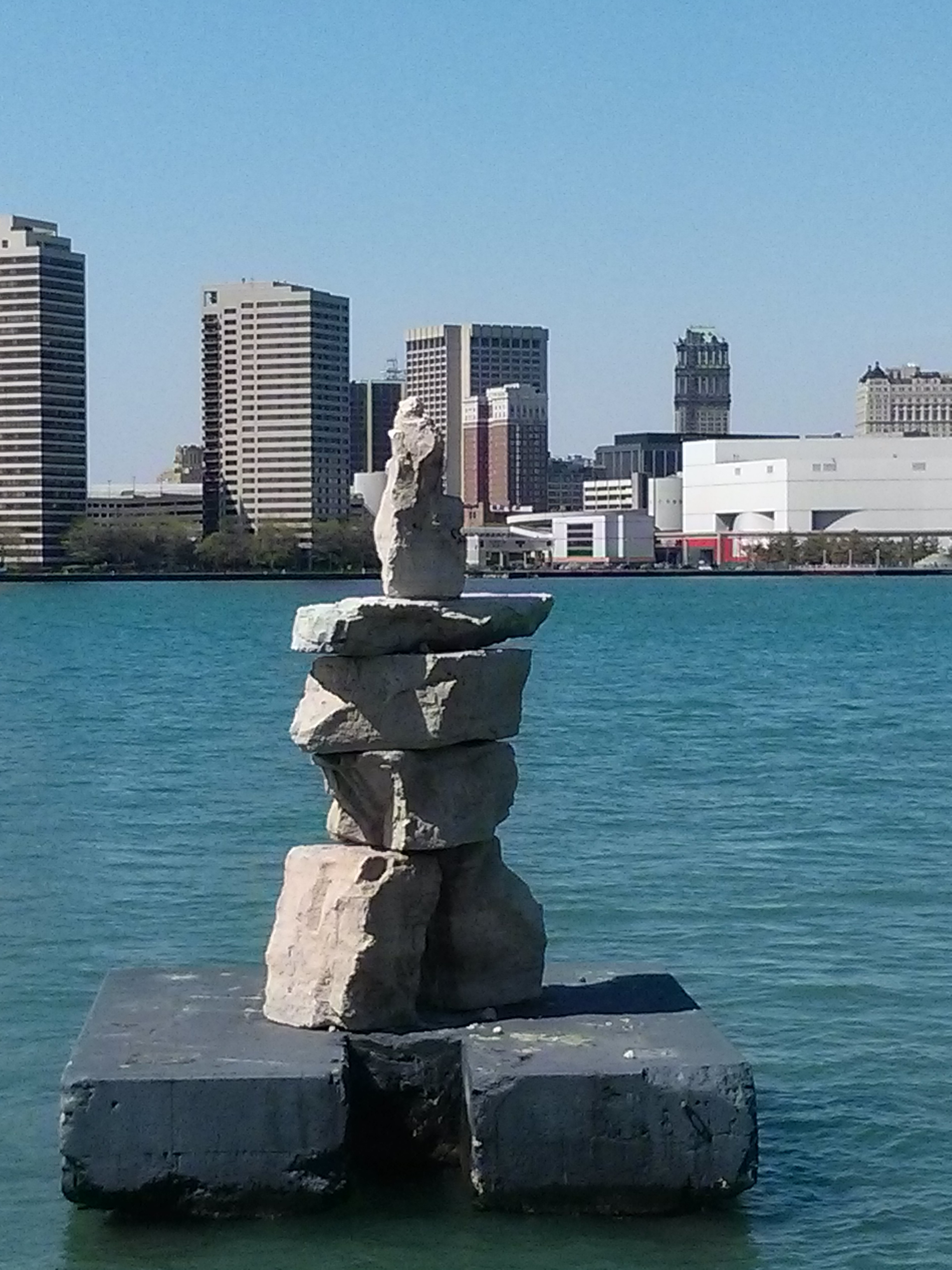
Inukshuk
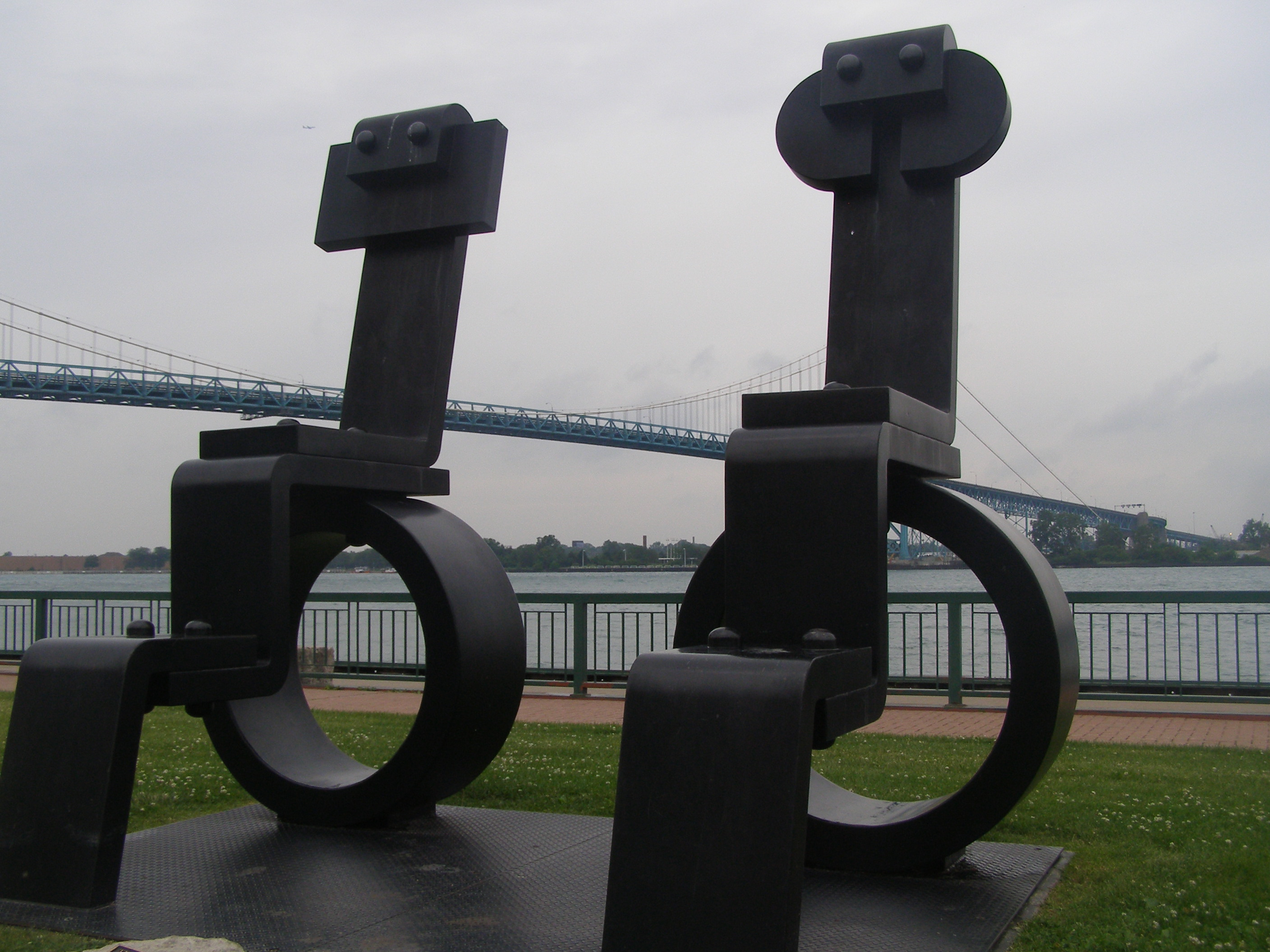
King and Queen, Sorel Etrog
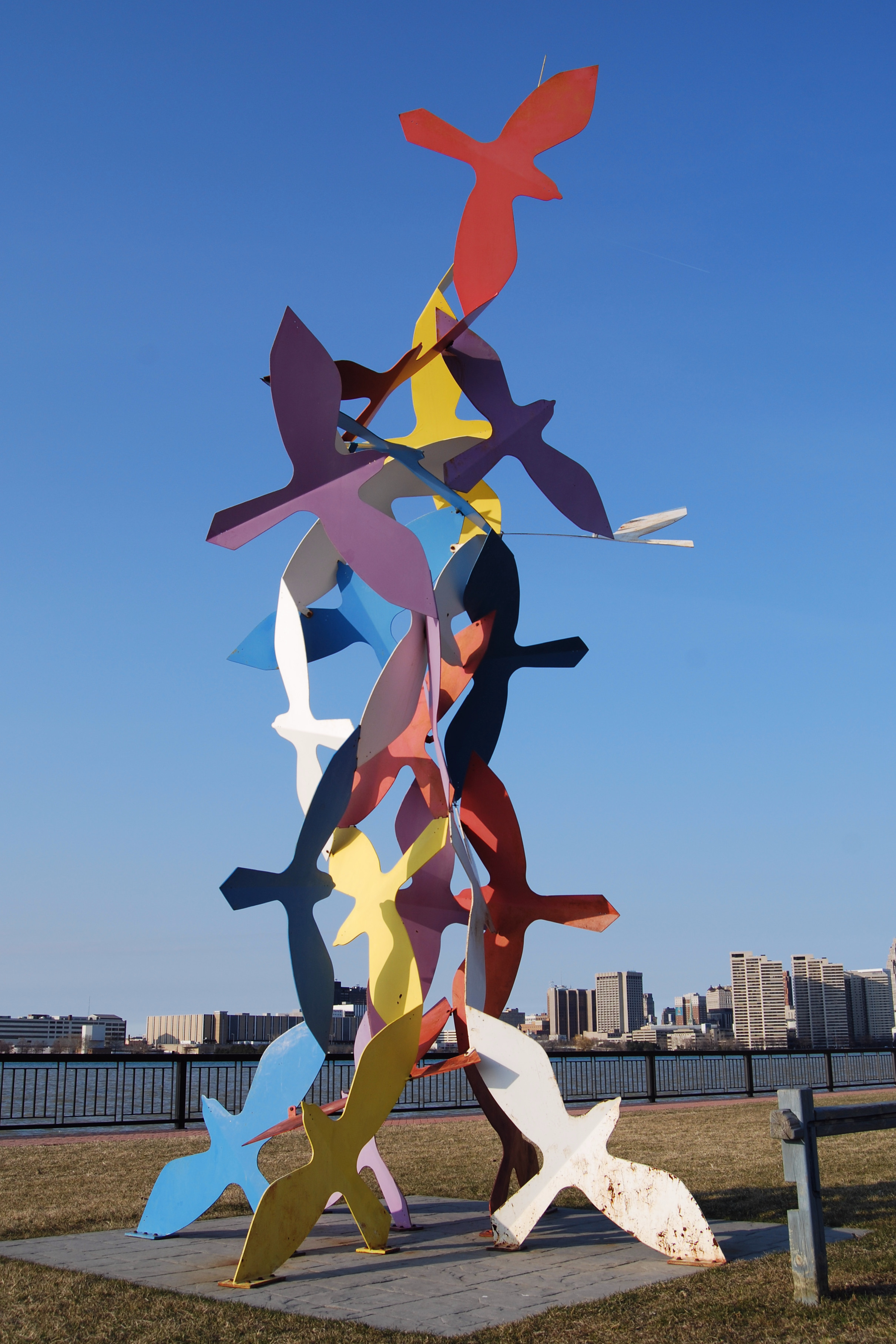
Morning Flight, Gerald Gladstone
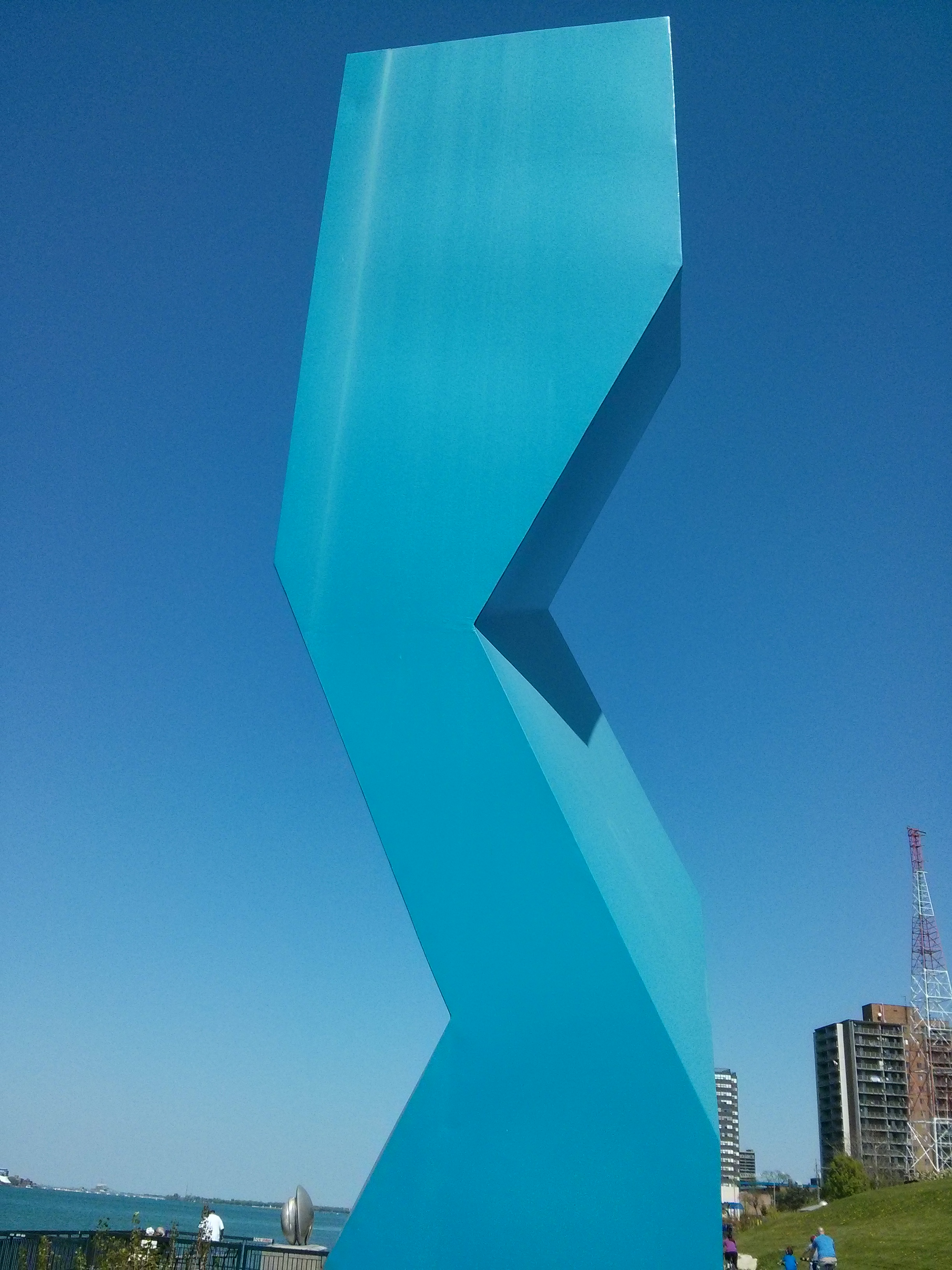
Obelisk, Sigmund Reszetnik
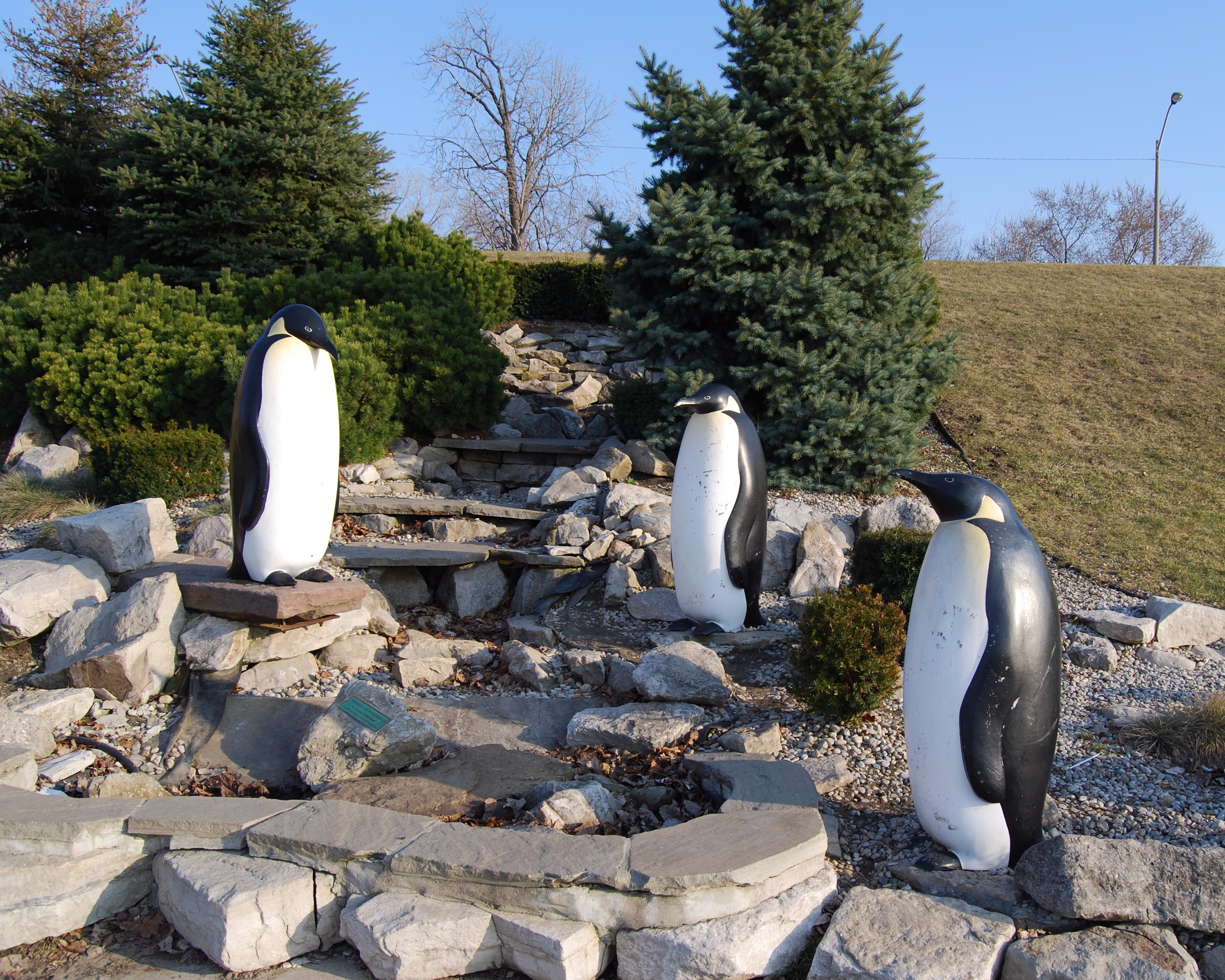
Penguins n a Waterfall, Yolanda Vandergaast
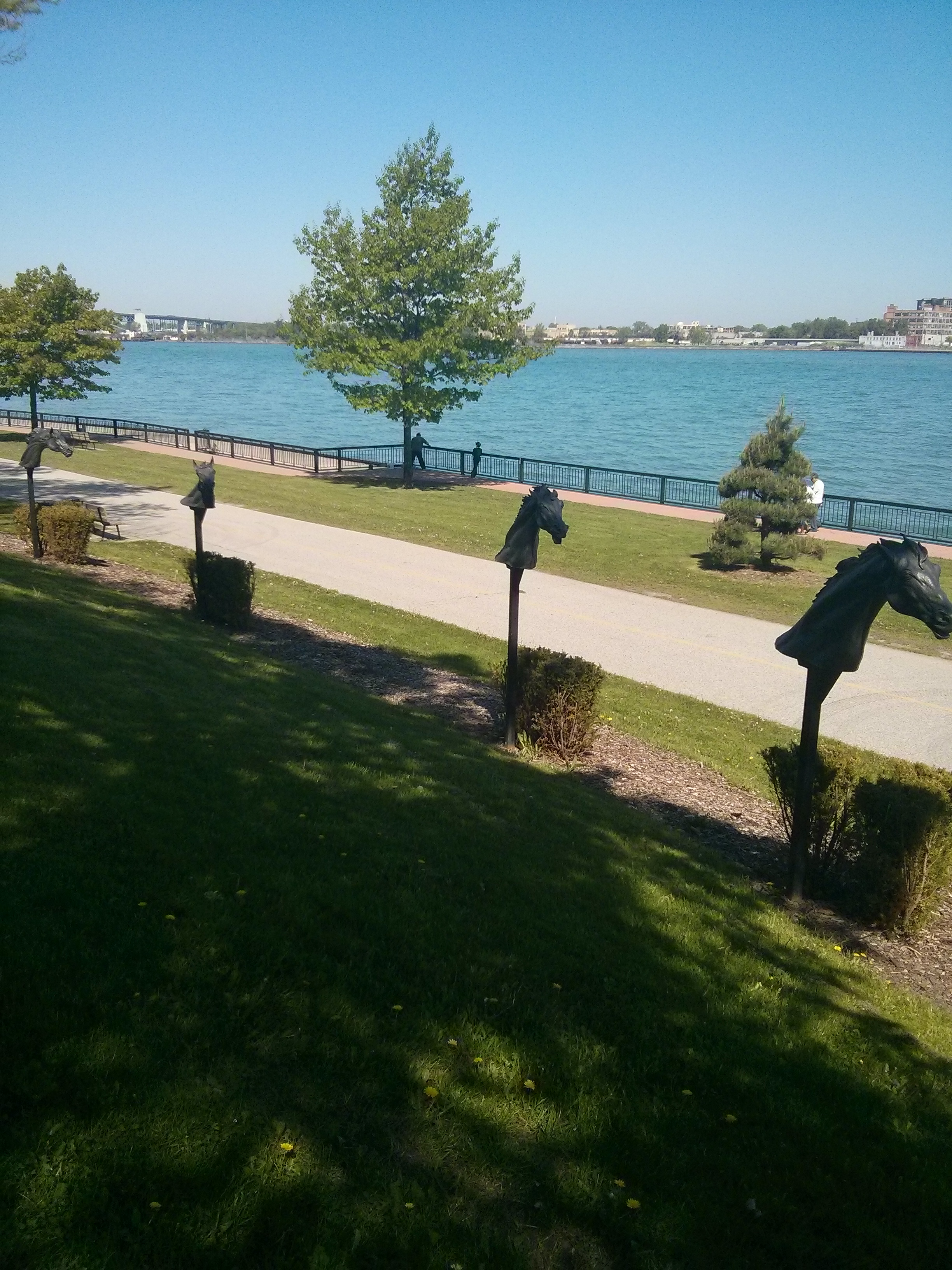
Racing Horses, Derrick Stephan Hudson
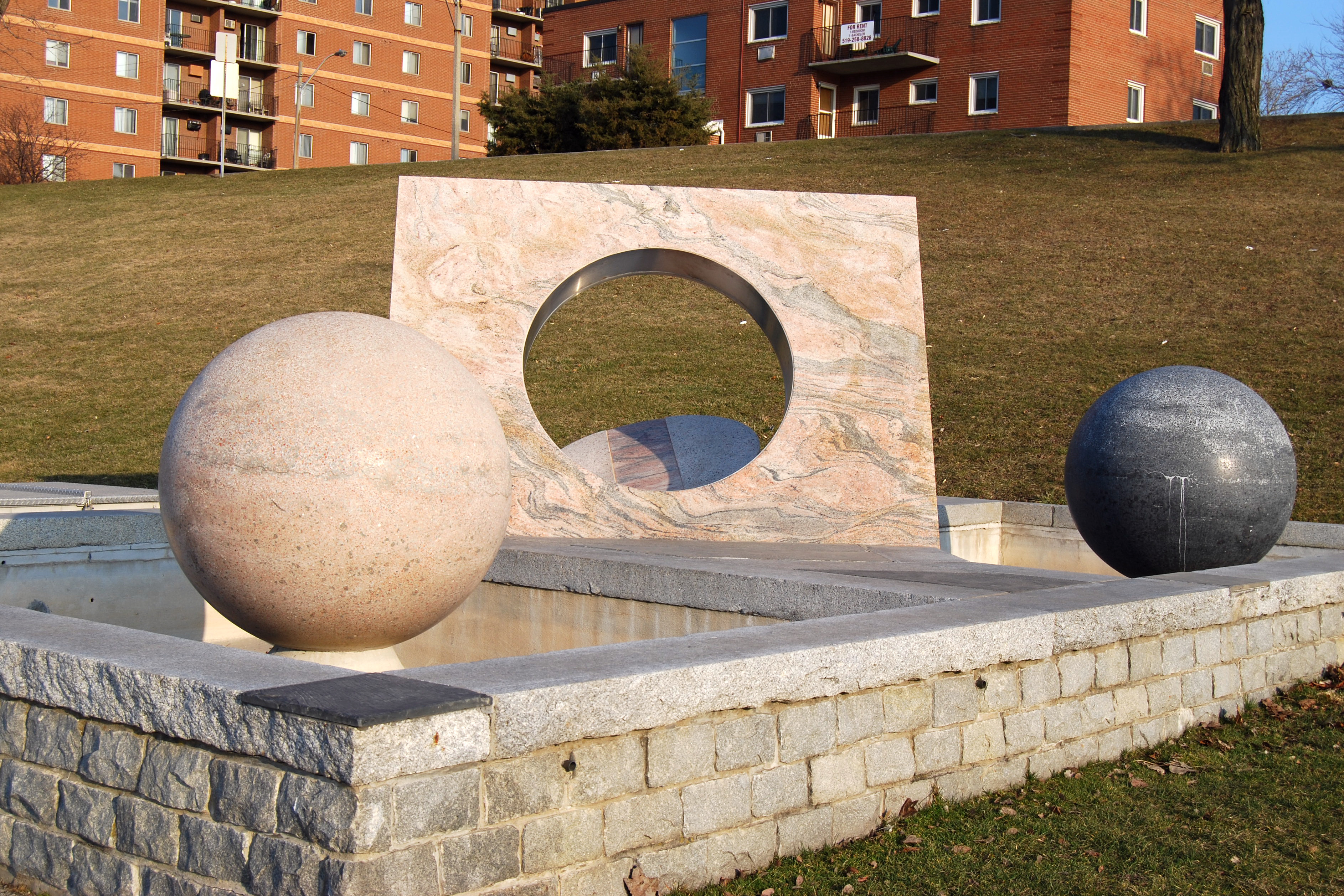
Rinterzo, Joseph DeAngelis
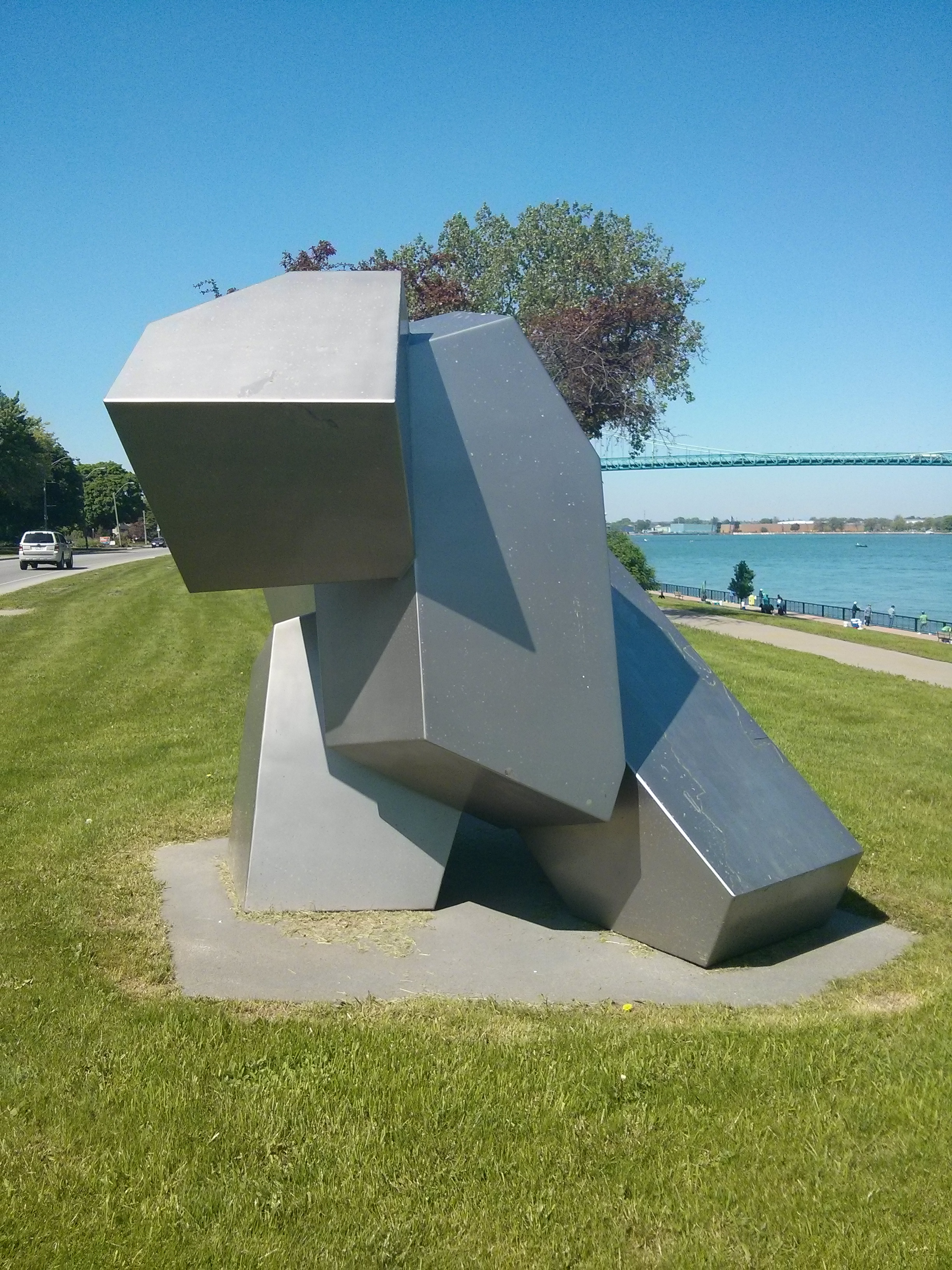
Salutation, Ralph Hicks
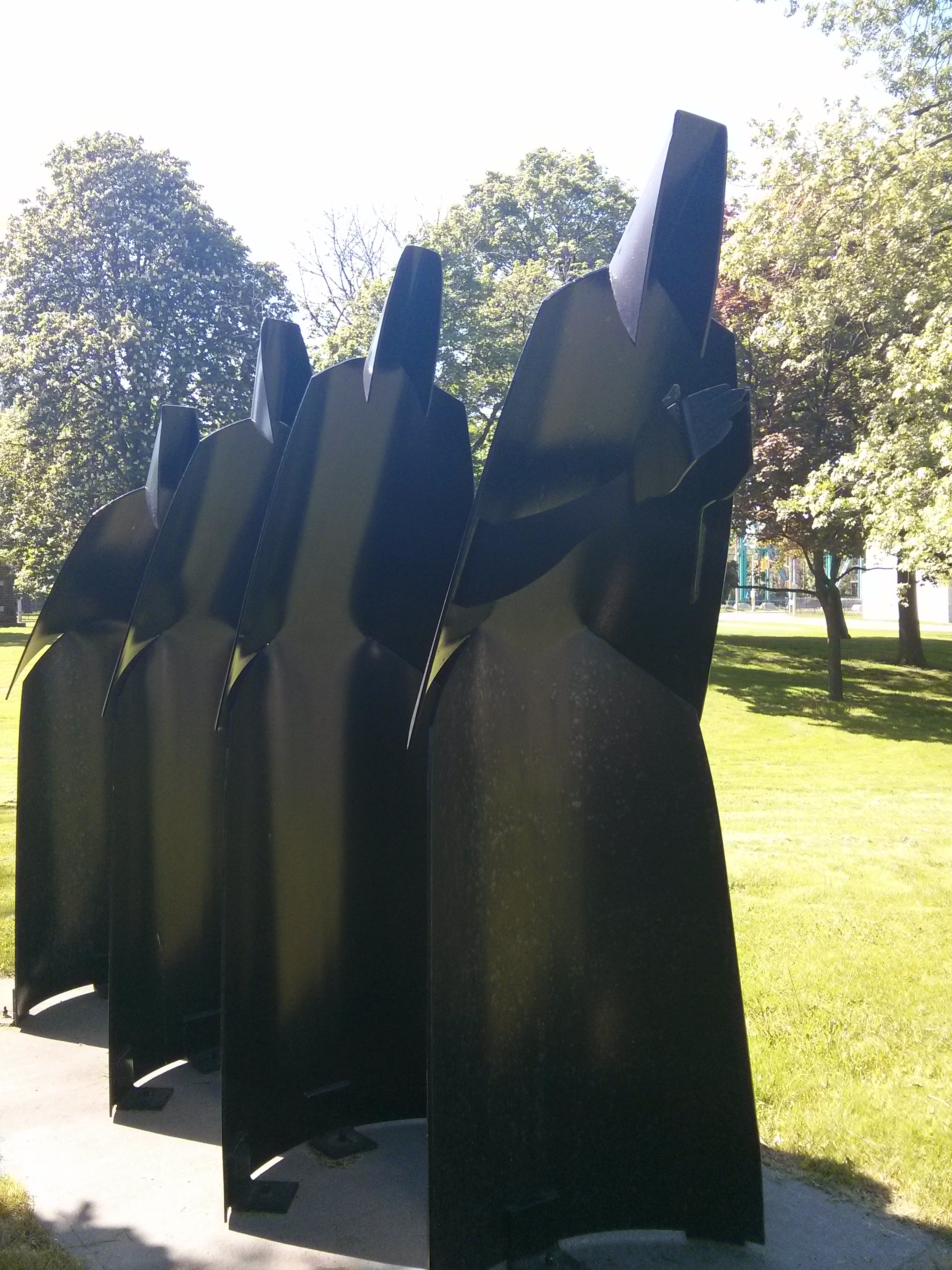
Sisters 2, Morton Katz
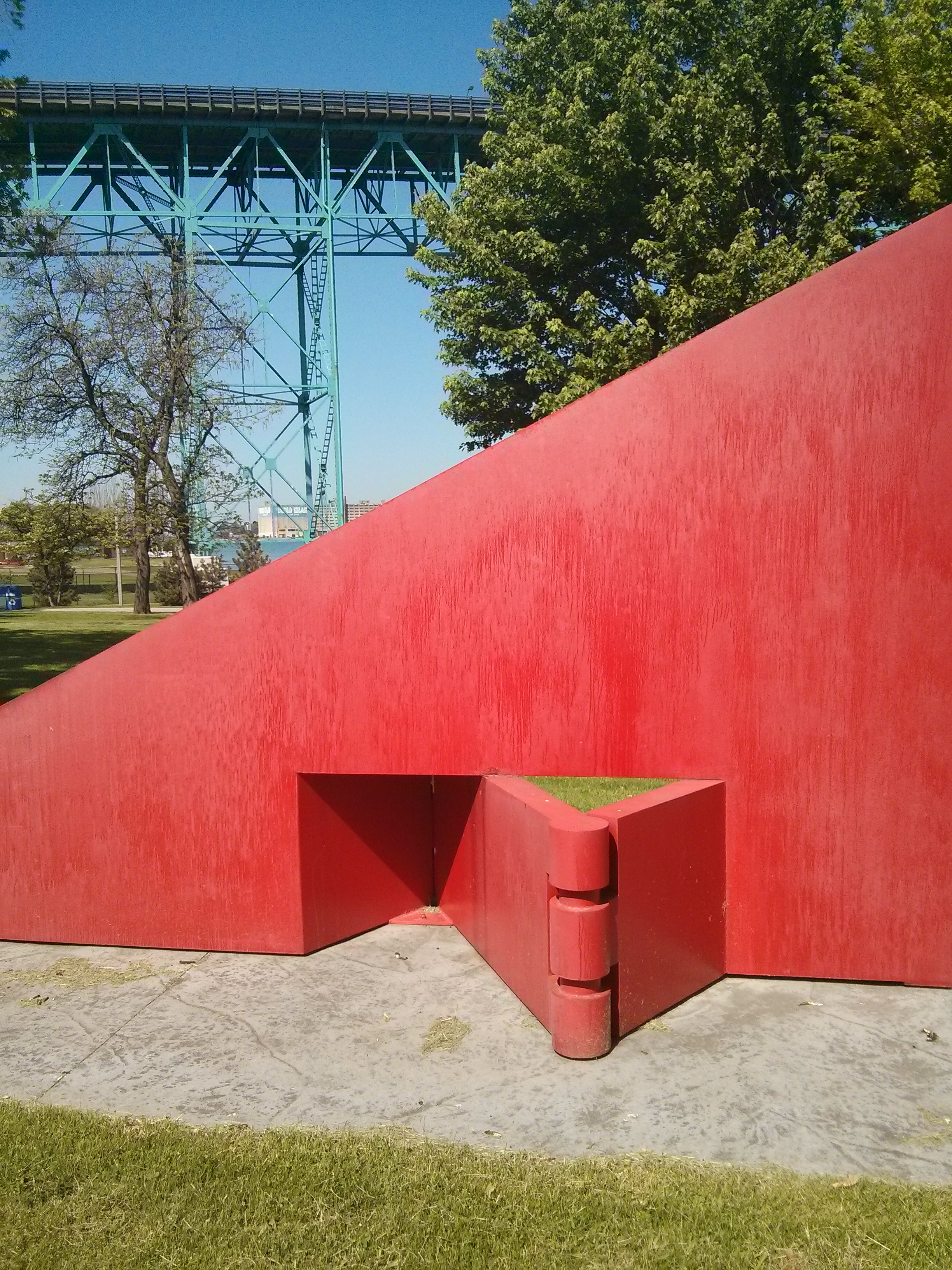
Space Plough 2, Sorel Etrog
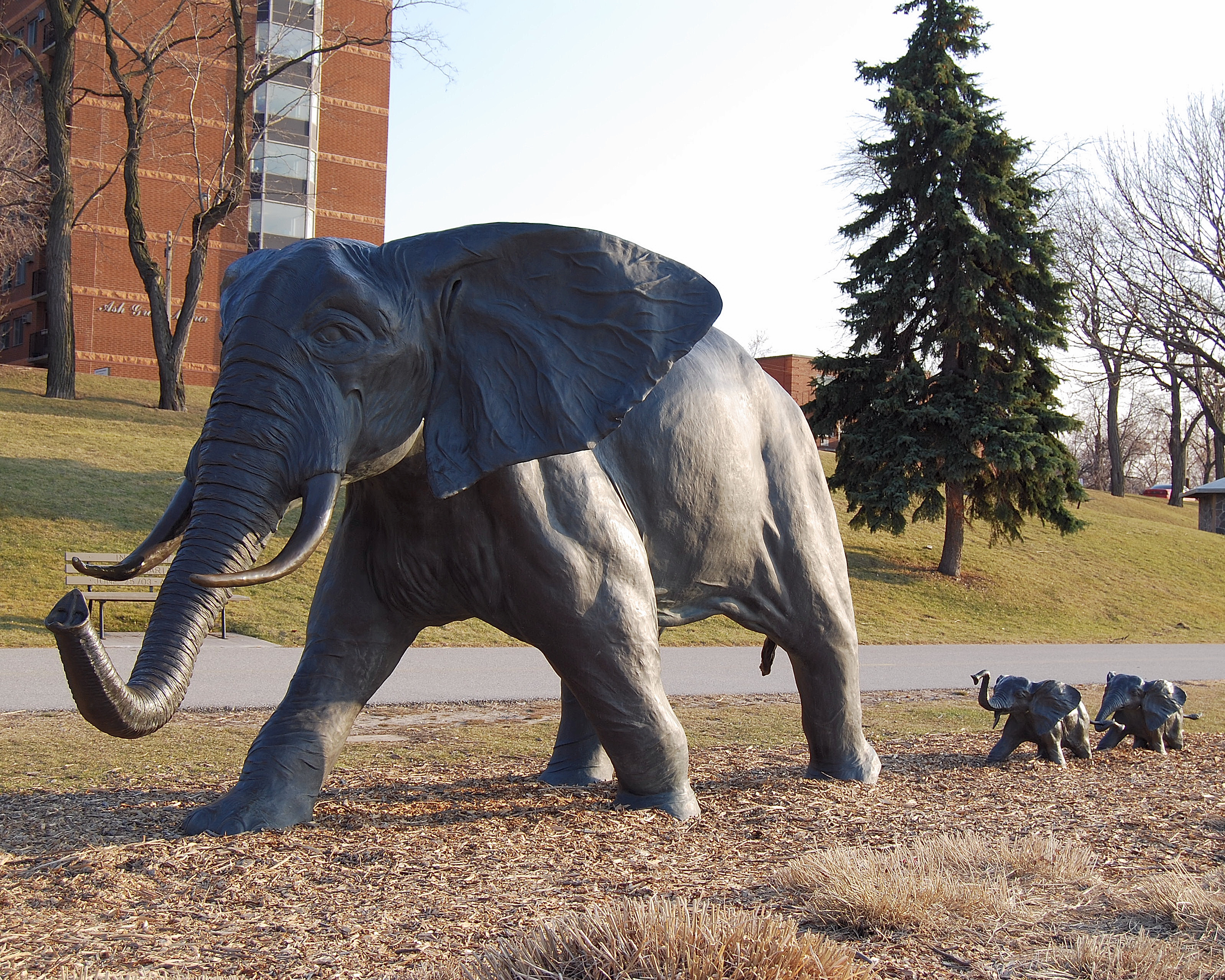
Tembo, Derrick Stephan Hudson
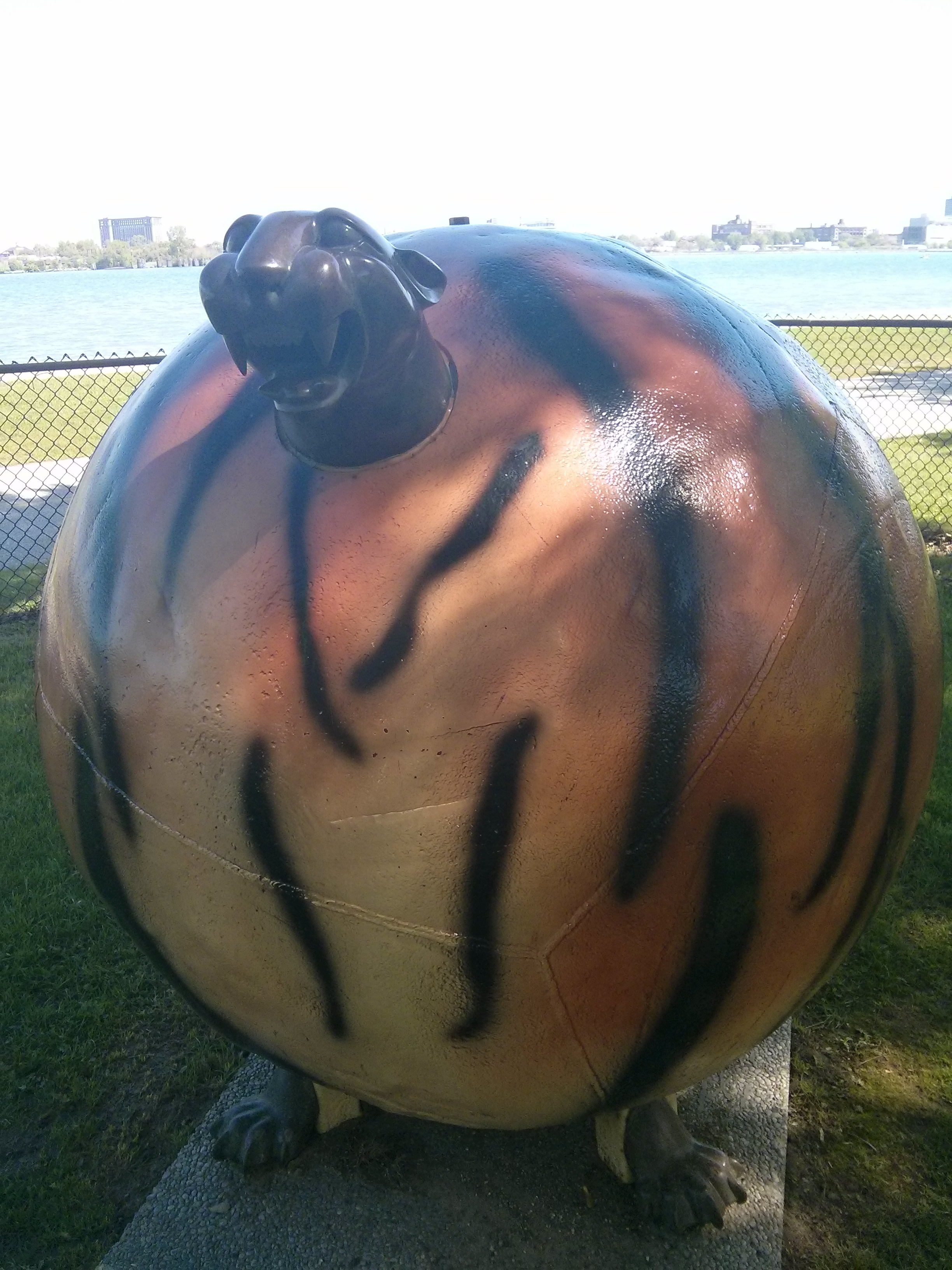
Tiger
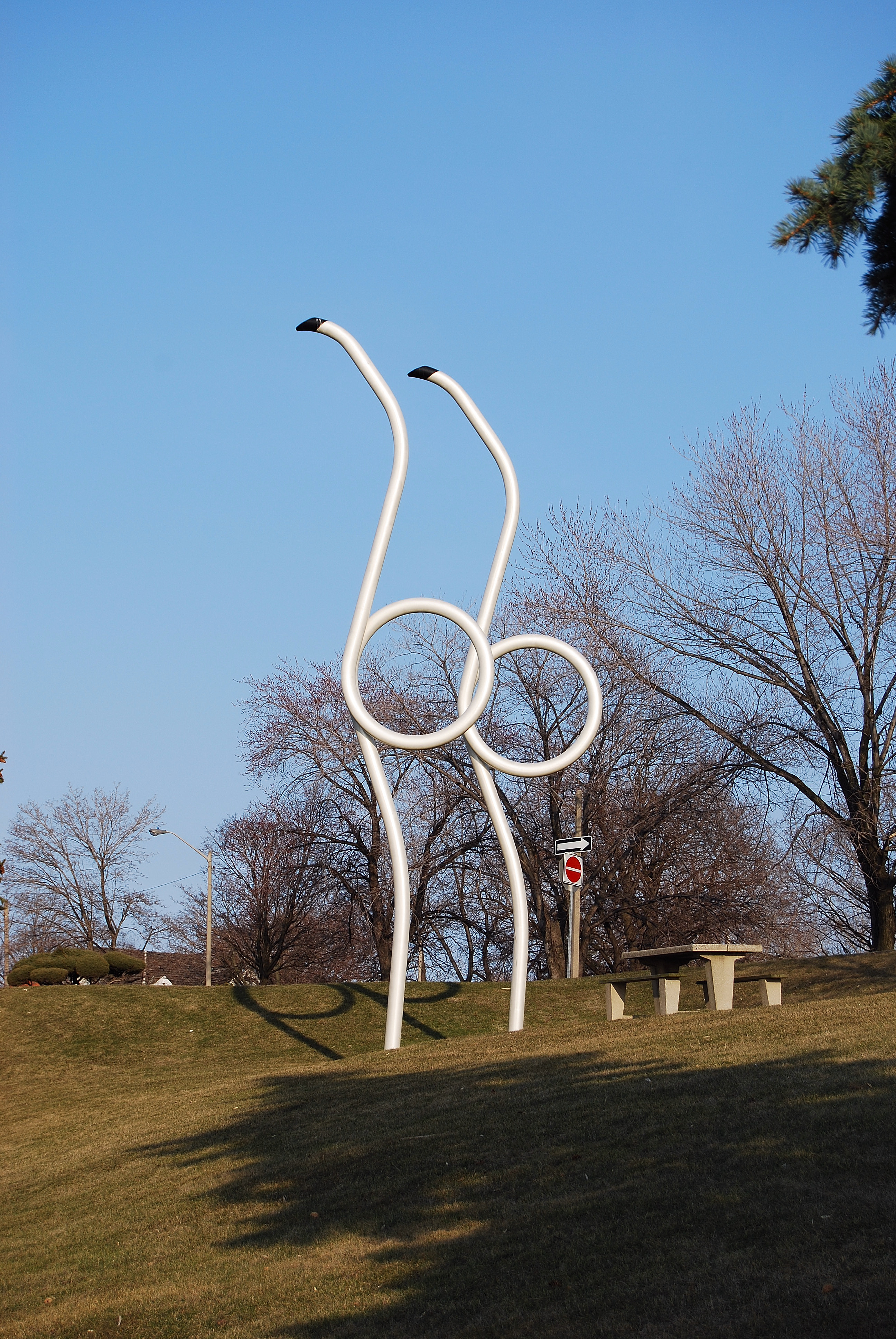
Tohawah, Anne Harris
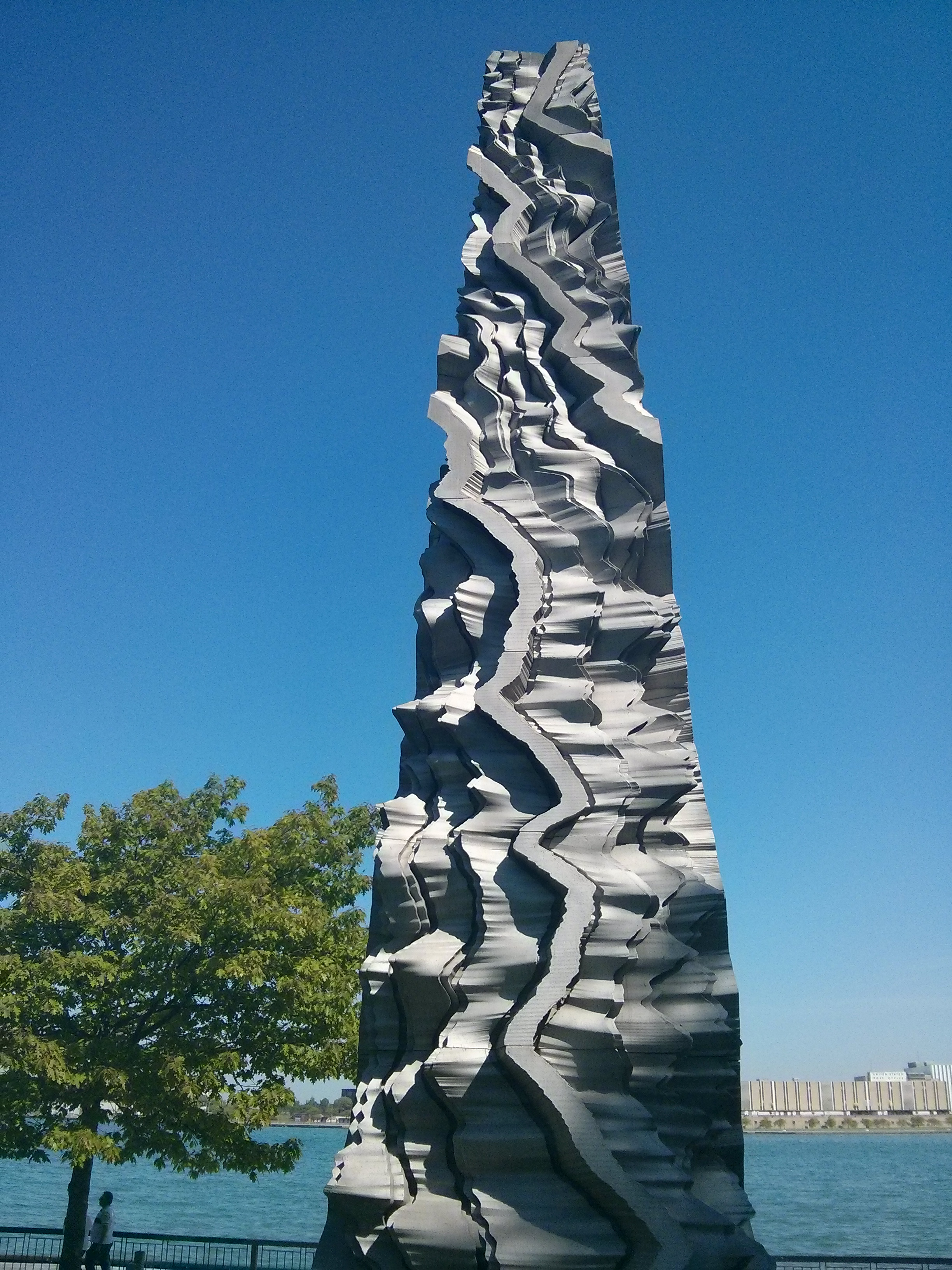
Tower Song, Ted Bieler
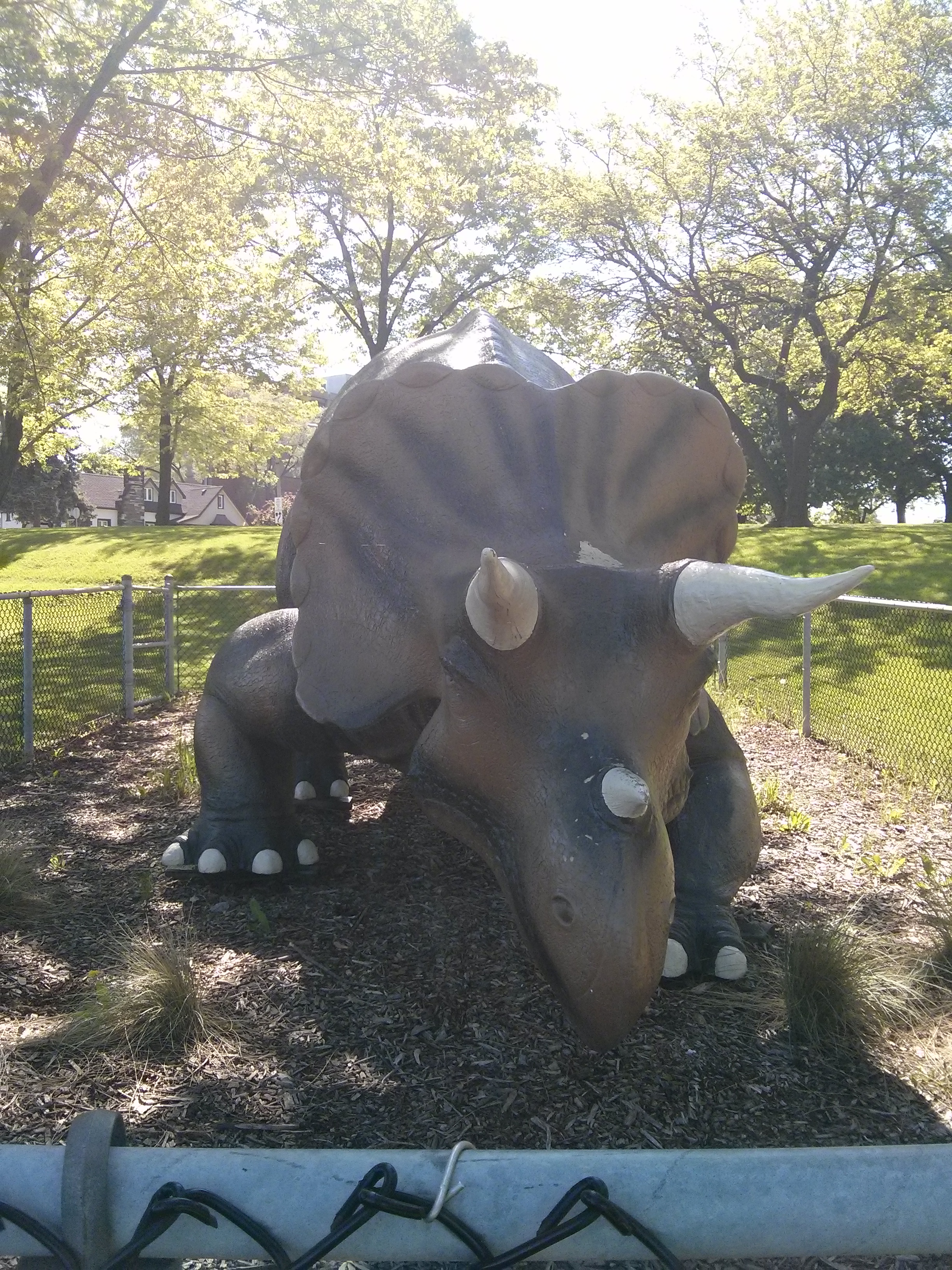
Triceratops
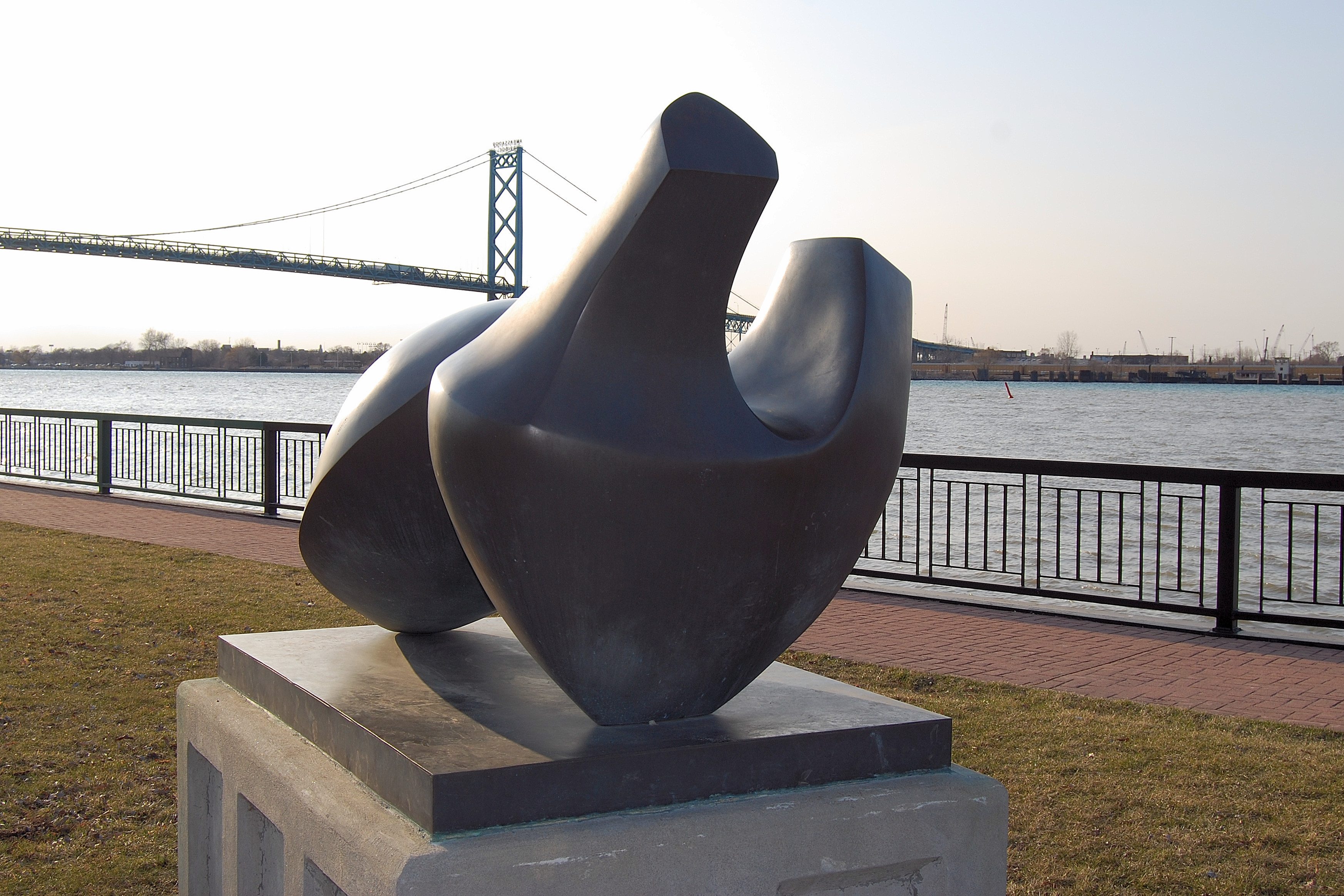
Union Six], Bruce Watson
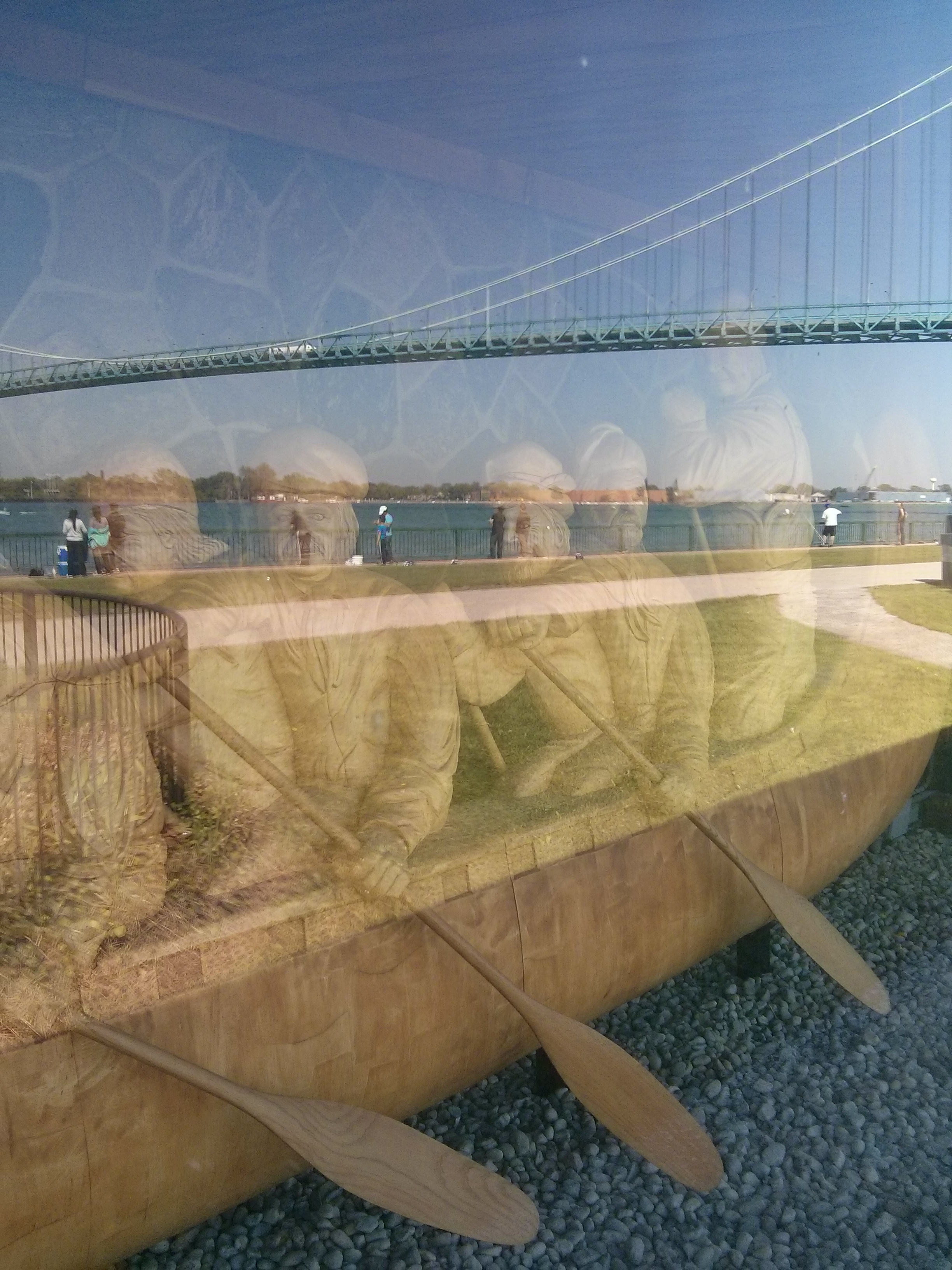
Voyageur Canoe, Ralph Ireland